# Gaza
Gaza (em árabe: غَزَّة Ġazzah, IPA: [ɣaz.zah]; Hebraico: עַזָּה, Moderno Aza Tiberiano ʿAzzā) é uma cidade palestina na Faixa de Gaza, com uma população de 590 481 habitantes (em 2017), o que a torna a maior cidade da região.
Habitada desde pelo menos o século XV a.C., Gaza foi dominada por vários povos e impérios diferentes ao longo de sua história. Os filisteus a ornaram parte de sua pentápolis depois que os antigos egípcios a governaram por quase 350 anos. Sob os romanos - em sua forma pagã, bem como após a cristianização de seu império, para o qual os historiadores usam o termo Império Bizantino - Gaza experimentou uma paz relativa e seu porto floresceu. No ano 635, ela se tornou a primeira cidade da Palestina a ser conquistada pelo exército muçulmano do Califado Ortodoxo e rapidamente se tornou um centro da lei islâmica. No entanto, quando os cruzados invadiram a região a partir de 1099, Gaza ficou em ruínas. Nos séculos posteriores, Gaza passou por várias dificuldades - de ataques mongóis a enchentes e pragas de gafanhotos, reduzindo-a a uma vila no século XVI, quando foi incorporada ao Império Otomano. Durante a primeira metade do domínio otomano, a dinastia de Riduão controlou Gaza e sob eles a cidade passou por uma época de grande comércio e paz. O município de Gaza foi estabelecido em 1893.
Gaza caiu nas mãos das forças britânicas durante a Primeira Guerra Mundial, tornando-se parte do Mandato Britânico da Palestina. Como resultado da Guerra Árabe-Israelense de 1948, o Egito administrou o território recém-formado da Faixa de Gaza e várias melhorias foram realizadas na cidade. Gaza foi capturada por Israel na Guerra dos Seis Dias em 1967, mas em 1993, a cidade foi transferida para a recém-criada Autoridade Nacional Palestina. Nos meses que se seguiram às eleições de 2006, um conflito armado eclodiu entre as facções políticas palestinas do Fatah e do Hamas, resultando na tomada do poder em Gaza por este último em 2007. Consequentemente, o Egito e Israel impuseram um bloqueio à Faixa de Gaza. Israel aliviou as restrições que permitia bens de consumo em junho de 2010 e o Egito reabriu a passagem de fronteira de Rafa em 2011 para pedestres.
As principais atividades econômicas de Gaza são as indústrias de pequena escala e a agricultura. No entanto, o bloqueio e os conflitos recorrentes colocaram a economia local sob forte pressão. A maioria dos habitantes de Gaza é muçulmana, embora haja também uma pequena minoria cristã. Gaza tem uma população muito jovem, com cerca de 75% com menos de 25 anos. A cidade é atualmente administrada por um conselho municipal de 14 membros.

## Etimologia
O nome "Gaza" surge pela primeira vez nos registros militares de Tutemés III do Império Novo do Antigo Egito, no século XV. Nas línguas semíticas, o significado do nome da cidade é "feroz, forte". O nome hebraico da cidade é Aza (עזה) - o ayin no início da palavra representava uma fricativa velar expressa em hebraico bíblico, mas em hebraico moderno, é silenciosa.
De acordo com Shahin, os antigos egípcios a chamavam de "Gazate" ("cidade valiosa") e os muçulmanos costumavam se referir a ela como "Gazate Haxim", em homenagem a Haxim, o bisavô de Maomé que, de acordo com a tradição islâmica, está enterrado na cidade.

## História
A história de Gaza remonta a 5 mil anos, tornando-a uma das cidades mais antigas do mundo. Localizada na rota costeira do Mediterrâneo entre o Norte da África e o Levante, a cidade, durante a maior parte de sua história, serviu como um importante entreposto do sul da Palestina e uma parada importante na rota de comércio de especiarias que atravessa o Mar Vermelho.

### Idade do bronze
O assentamento na região de Gaza remonta à fortaleza do Antigo Egito construída no território cananeu em Telel Sacã, ao sul da atual Gaza. O local entrou em declínio durante o início da Idade do Bronze, à medida que seu comércio com o Egito diminuía drasticamente. Outro centro urbano conhecido como Telel Ajul começou a crescer ao longo do leito do rio Uádi Gaza. Durante meados da Idade do Bronze, Telel Sacã ressurgiu e tornou-se a localidade mais ao sul da Palestina, servindo como um forte. Em 1 650 a.C., quando os cananeus hicsos ocuparam o Egito, uma segunda cidade se desenvolveu nas ruínas de Telel Sacã. No entanto, ela também foi abandonada por volta do século XIV a.C., no final da Idade do Bronze.
Durante o reinado de Tutemés III (r. 1479–1425 a.C.), a cidade se tornou uma parada na rota de caravanas sírio-egípcias e foi mencionada nas Cartas de Amarna como "Azzati". Mais tarde, Gaza serviu como capital administrativa do Egito em Canaã. A cidade permaneceu sob controle egípcio por 350 anos, até ser conquistada pelos filisteus no século XII a.C.. No século XII a.C., Gaza tornou-se parte da pentápole dos filisteus. De acordo com o Livro dos Juízes da Bíblia Hebraica, Gaza foi o lugar onde Sansão foi preso pelos filisteus e morreu.

### Período helenístico
Depois de ser governada pelos israelitas, assírios e depois pelos egípcios, Gaza alcançou relativa independência e prosperidade sob o Império Aquemênida. Alexandre, o Grande sitiou Gaza, a última cidade a resistir à sua conquista em seu caminho para o Egito, por cinco meses antes de finalmente capturá-la em 332 a.C.; os habitantes foram mortos ou levados cativos. Alexandre trouxe beduínos locais para povoar Gaza e organizou a cidade em uma pólis (ou "cidade-Estado").
No período dos selêucidas, Seleuco I Nicátor, ou um de seus sucessores renomeou Gaza para Selêucia com o intuito de controlar a área circundante contra os ptolemaicos. A cultura grega, consequentemente, criou raízes e Gaza ganhou a reputação de um próspero centro helenístico de aprendizagem e filosofia. Durante a Terceira Guerra do Diádocos, Ptolemeu I Sóter derrotou Demétrio I da Macedônia em uma batalha perto de Gaza em 312 a.C.. Em 277 a.C., após a campanha bem-sucedida de Ptolomeu II contra os nabateus, a fortaleza ptolomaica de Gaza assumiu o controle do comércio de especiarias com Gerra e o sul da Arábia. Gaza experimentou outro cerco em 96 a.C. pelo rei asmoneu Alexandre Janeu, que "derrubou totalmente" a cidade, matando 500 senadores que fugiram para o templo de Apolo em busca de segurança.

### Período romano

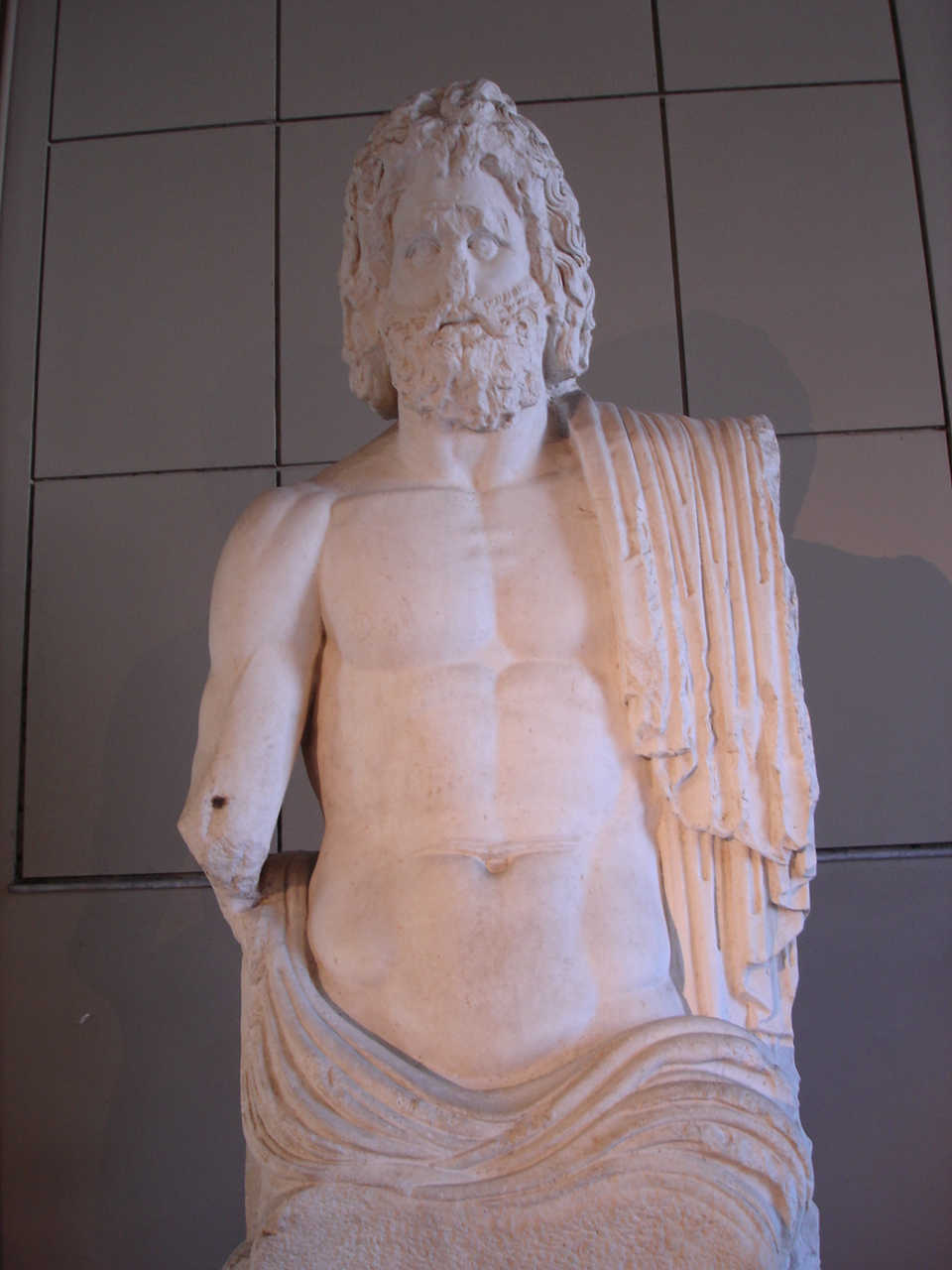
Estátua romana de Zeus do século II encontrada em Gaza

Josefo observa que Gaza foi reassentada sob o governo de Antípatro, que cultivou relações amigáveis com os habitantes de Gaza, de Ascalão e cidades vizinhas após ser nomeado governador de Edom por Janeu. Reconstruída depois de ter sido incorporada ao Império Romano em 63 a.C. sob o comando de Pompeu, Gaza tornou-se então uma parte da província romana da Judeia. Foi alvo de forças judaicas durante a rebelião contra o domínio romano em 66 a.C. e foi parcialmente destruída. No entanto, continuou sendo uma cidade importante, ainda mais após a destruição de Jerusalém.
Durante o período romano, Gaza foi uma cidade próspera e recebeu doações e atenção de vários imperadores. Um senado de 500 membros governava Gaza e uma grande variedade de gregos, romanos, fenícios, judeus, egípcios, persas e beduínos povoavam a cidade. A casa da moeda de Gaza emitia moedas adornadas com bustos de deuses e imperadores. Durante sua visita no ano 130 d.C., o imperador Adriano inaugurou pessoalmente competições de luta livre, boxe e oratória no novo anfiteatro de Gaza, que se tornou famoso de Alexandria até Damasco. A cidade era adornada com muitos templos pagãos; o culto principal era ao deus Dagom. Outros templos eram dedicados a Zeus, Hélio, Afrodite, Apolo, Atena e Tique. O cristianismo começou a se espalhar por Gaza por volta do ano 250, inclusive no porto de Maiuma.

### Período bizantino
Após a divisão do Império Romano no século III, Gaza permaneceu sob o controle do Império Romano do Oriente. A cidade prosperou e foi um importante centro para o sul da Palestina. Um bispado cristão foi estabelecido em Gaza . A conversão ao cristianismo em Gaza foi acelerada sob Santo Porfírio entre 396 e 420. Em 402, Teodósio II ordenou a destruição de todos os oito templos pagãos da cidade, e quatro anos depois a Imperatriz Élia Eudócia encomendou a construção de uma igreja no topo das ruínas do Templo de Marnas. Foi nessa época que o filósofo cristão Enéas de Gaza chamou Gaza, sua cidade natal, de "a Atenas da Ásia". Uma grande sinagoga existia em Gaza no século VI, de acordo com escavações.

### Período islâmico inicial
Em 634, Gaza foi sitiada pelo exército muçulmano Califado Ortodoxo sob o general Anre ibne Alas, após a Batalha de Ajenadaim entre o Império Bizantino e o Califado Ortodoxo na Palestina central. Foi capturado pelas forças de Anre cerca de três anos depois. Acredita-se que seja o local onde o bisavô de Maomé, Haxim ibne Abde Manafe, foi enterrado. Gaza não foi destruída e seus habitantes não foram atacados pelo exército de Anre, apesar da dura e longa resistência da cidade, embora sua guarnição bizantina tenha sido massacrada.
A chegada dos árabes muçulmanos trouxe mudanças significativas para Gaza; a princípio, algumas de suas igrejas foram transformadas em mesquitas, incluindo a atual Grande Mesquita de Gaza (a mais antiga da cidade), que mais tarde foi reconstruída pelo sultão Baibars, que a dotaram de uma enorme biblioteca que continha mais de 20 mil manuscritos no século XII. Um grande segmento da população rapidamente adotou o Islã e o árabe tornou-se a língua oficial. Em 767, Maomé ibne Idris Axafii nasceu em Gaza e viveu ali sua primeira infância; ele fundou o código religioso do xafeísmo, uma das quatro principais escolas de direito muçulmano sunita (fiqh). A segurança, que foi bem mantida durante o início do domínio muçulmano, foi a chave para a prosperidade de Gaza. Embora o álcool tenha sido proibido no Islã, as comunidades judaica e cristã tiveram permissão para manter a produção de vinho e as uvas, uma das principais safras comerciais da cidade, eram exportadas principalmente para o Egito.
Por fazer fronteira com o deserto, Gaza era vulnerável a grupos nômades em guerra. Em 796, ela foi destruída durante uma guerra civil entre as tribos árabes da região. No entanto, por volta do século X, a cidade foi reconstruída pelos abássidas; durante o governo abássida, o geógrafo Mocadaci, de Jerusalém, descreveu Gaza como "uma grande cidade situada na estrada para o Egito, na fronteira do deserto". Em 978, os fatímidas estabeleceram um acordo com o Alpetequim, o governante turco de Damasco, por meio do qual os fatímidas controlariam Gaza e as terras ao sul dela, incluindo o Egito, enquanto Alpetequim controlaria a região ao norte da cidade.

### Períodos cruzado e aiúbida
Os cruzados conquistaram Gaza em 1100 e o rei Balduíno III construiu um castelo na cidade para os Cavaleiros Templários em 1149. Ele também fez com que a Grande Mesquita voltasse a ser uma igreja, a Catedral de São João. Em 1154, o viajante árabe Dreses escreveu que Gaza "é hoje muito populosa e está nas mãos dos cruzados". Em 1187 os aiúbidas, liderados pelo sultão Saladino, capturaram Gaza e em 1191 destruíram as fortificações da cidade. Ricardo Coração de Leão aparentemente refortificou a cidade em 1192, mas as paredes foram desmontadas novamente como resultado do Tratado de Ramla acordado meses depois em 1193. O governo aiúbida terminou em 1260, depois que os mongóis sob o comando de Hulagu Cã destruíram completamente Gaza, que se tornou sua conquista mais meridional.

### Período mameluco

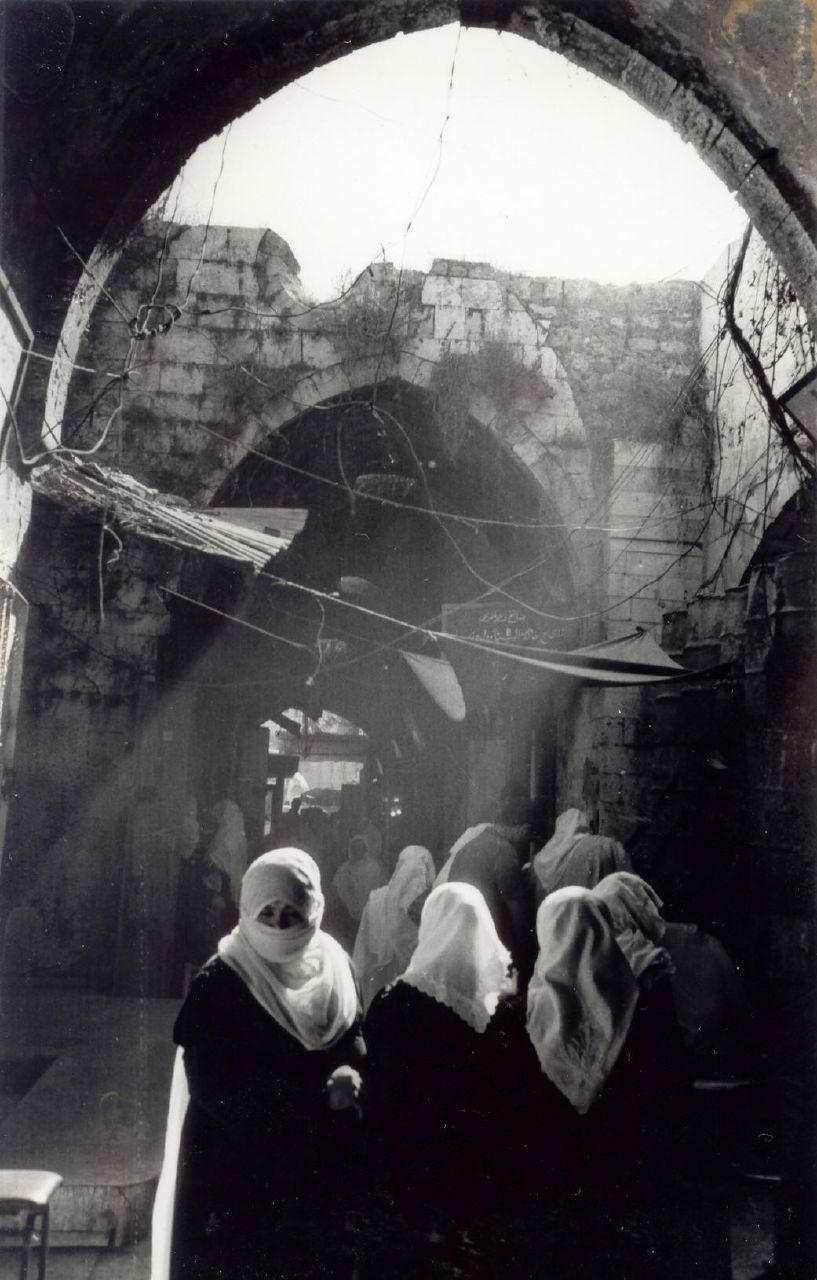
O Mercado Dourado de Gaza data do período mameluco

Após a destruição de Gaza pelos mongóis, soldados escravos muçulmanos baseados no Egito, conhecidos como mamelucos, começaram a administrar a área. Em 1277, os mamelucos fizeram de Gaza a capital de uma província que leva seu nome, Mamlakat Ghazzah (governo de Gaza). Este distrito se estendia ao longo da planície costeira da Palestina de Rafah, no sul, até o norte de Cesareia, e para o leste, até os planaltos da Samaria e o Monte Hebrom. Outras cidades importantes da província incluíam Qaqun, Lida e Ramla. Gaza, que entrou em um período de tranquilidade sob o domínio dos mamelucos, foi usada por eles como um posto avançado em suas ofensivas contra os cruzados que terminaram em 1290. Em 1294, um terremoto devastou Gaza e, cinco anos depois, os mongóis destruíram novamente tudo o que havia sido restaurado pelos mamelucos. O geógrafo sírio Aldimasqui descreveu Gaza em 1300 como uma "cidade tão rica em árvores que parece um tecido de brocado estendido sobre a terra". Sob o governo do emir Sanjar Aljauli, Gaza foi transformada em uma cidade próspera e grande parte da arquitetura da era mameluca remonta ao seu reinado entre 1311 e 1320 e novamente em 1342. Em 1348, a peste bubônica se espalhou pela cidade, matando a maioria de seus habitantes e, em 1352, Gaza sofreu uma inundação destrutiva, que era rara naquela parte árida da Palestina. No entanto, quando o viajante e escritor árabe ibne Batuta visitou a cidade em 1355, ele observou que ela era "grande e populosa e tem muitas mesquitas". Os mamelucos contribuíram para a arquitetura de Gaza construindo mesquitas, faculdades islâmicas, hospitais, caravançarais e banhos públicos.
Os mamelucos permitiram que os judeus retornassem à cidade, depois de serem expulsos pelos cruzados, e a comunidade judaica prosperou durante o governo mameluco. No final desse período, a comunidade judaica em Gaza era a terceira maior da Palestina, depois das comunidades em Safad e Jerusalém. Em 1481, um viajante judeu italiano, Mesulão de Volterra, escreveu:

Gazza é designada Gaza pelos muçulmanos. É um lugar fino e renomado e suas frutas são muito renomadas e boas. Pão e bom vinho podem ser encontrados lá, mas só os judeus fazem vinho. Gaza tem uma circunferência de quatro milhas e não tem paredes. Fica a cerca de seis milhas do mar e situada em um vale e em uma colina. Tem uma população tão numerosa quanto as areias do mar e há cerca de cinquenta (ou sessenta) chefes de família judeus, artesãos. Eles têm uma sinagoga pequena, mas bonita, e vinhas, campos e casas. Eles já haviam começado a fazer o vinho novo. ... Os judeus moram no topo da colina. Que Deus os exalte. Também há quatro chefes de família samaritanos que moram na encosta.

### Período otomano

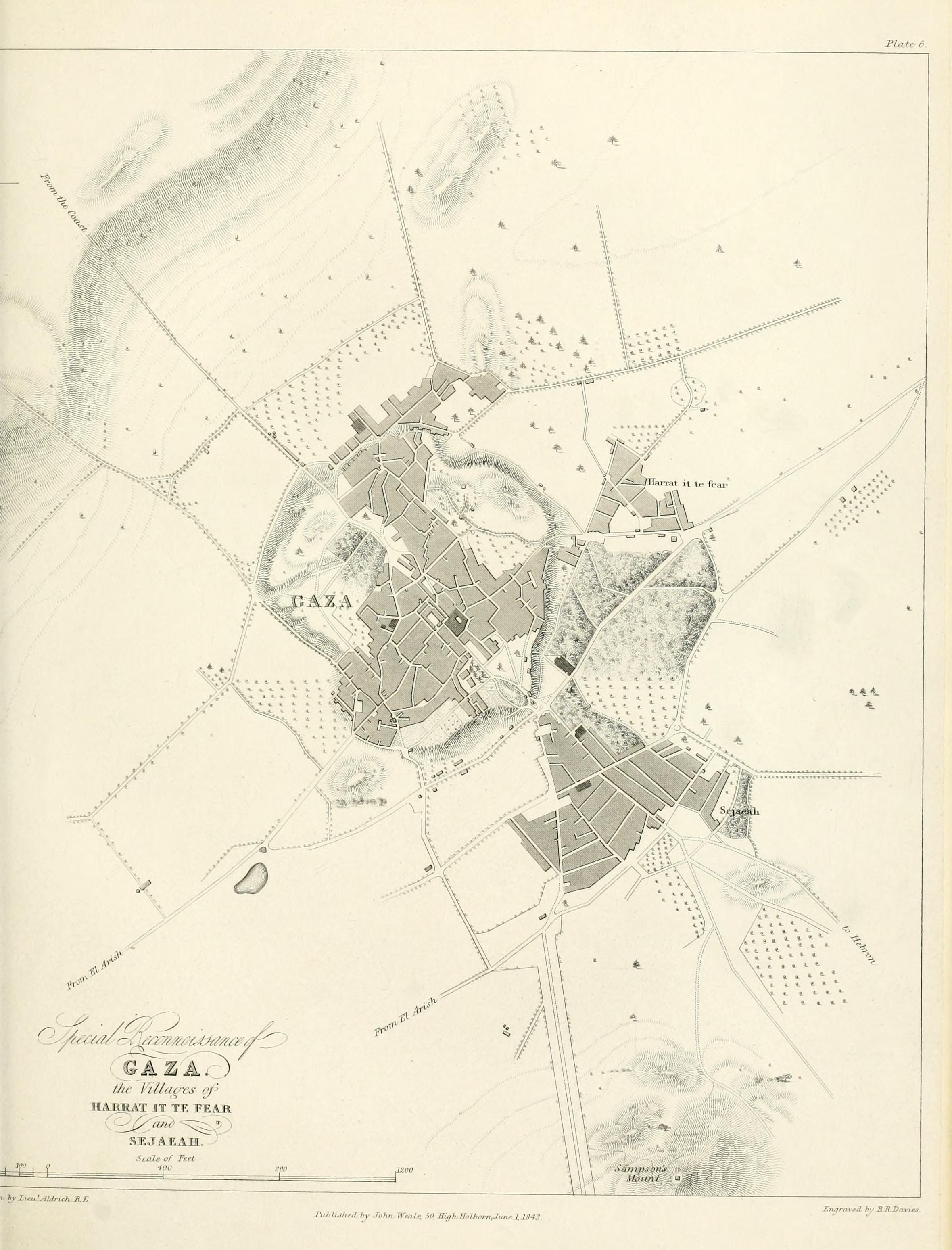
Gaza em 1841, conforme mapeada pelos Engenheiros Reais Britânicos após a Crise Oriental de 1840

Em 1516, Gaza - na época uma pequena cidade com um porto inativo, edifícios em ruínas e comércio reduzido - foi incorporada ao Império Otomano. O exército otomano esmagou com rapidez e eficiência um levante de pequena escala e a população local geralmente os recebia como companheiros muçulmanos sunitas. A cidade foi então nomeada capital do sanjaco de Gaza, parte da maior província de Damasco. A família de Riduão, em homenagem ao governador Riduão Paxá, foi a primeira dinastia a governar Gaza e continuaria a governar a cidade por mais de um século. Sob Amade ibne Riduão, a cidade se tornou um centro cultural e religioso como resultado da parceria entre o governador e o proeminente jurista islâmico Cairadim Arramli, que morava na cidade vizinha de Ramla.
Durante o governo de Huceine Paxá, os conflitos entre a população assentada e as tribos beduínas vizinhas foram drasticamente reduzidos, permitindo que Gaza prosperasse pacificamente. O período dos Riduões é descrito como uma era de ouro para Gaza, uma época em que ela serviu como virtual "capital da Palestina". A Grande Mesquita foi restaurada e outras seis mesquitas construídas, enquanto os banhos turcos e as bancas do mercado proliferavam.

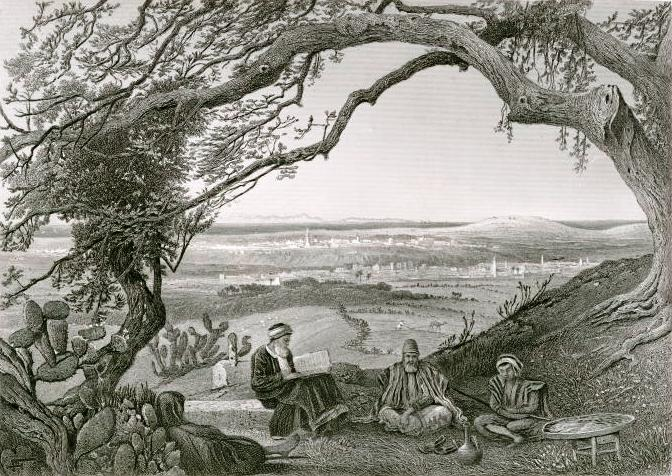
Muçulmanos estudando o Alcorão com Gaza ao fundo, pintura de Harry Fenn

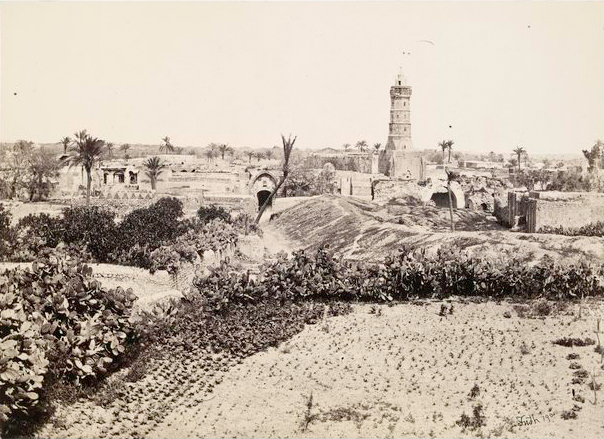
A Cidade Velha, Gaza (1862-1863). Foto de Frances Frith

Após a morte de Muça Paxá, o sucessor de Huceine, oficiais otomanos foram nomeados para governar no lugar dos Riduões. O período dos Riduões foi a última era de ouro de Gaza durante o domínio otomano. Depois que a família foi removida do cargo, a cidade gradualmente entrou em declínio.
A partir do início do século XIX, Gaza havia sido culturalmente dominada pelo vizinho, o Egito; Maomé Ali conquistou Gaza em 1832. O estudioso estadunidense Edward Robinson visitou a cidade em 1838, descrevendo-a como uma cidade "densamente povoada" maior do que Jerusalém, com sua Cidade Velha situada no topo de uma colina, enquanto seus subúrbios ficavam na planície próxima. A cidade se beneficiava do comércio por causa de sua posição estratégica na rota de caravanas entre o Egito e o norte da Síria, bem como pela produção de sabão e algodão para o comércio com o governo, tribos árabes locais e os beduínos de Uádi Araba e Ma'an. Os bazares de Gaza eram bem abastecidos e eram considerados por Robinson como "bem melhores" do que os de Jerusalém. Robinson observou que virtualmente todos os vestígios de história antiga e antiguidade de Gaza desapareceram devido ao conflito e ocupação constantes. Em meados do século XIX, o porto de Gaza foi eclipsado pelos portos de Jafa e Haifa, mas a cidade manteve sua frota pesqueira.
A peste bubônica atingiu Gaza novamente em 1839 e a cidade, sem estabilidade política e econômica, entrou em estado de estagnação. Em 1840, tropas egípcias e otomanas lutaram fora de Gaza. Os otomanos conquistaram o controle do território, encerrando efetivamente o domínio egípcio sobre a Palestina. No entanto, as batalhas causaram mais mortes e destruição em Gaza, enquanto a cidade ainda se recuperava dos efeitos da peste.

### Primeira Guerra Mundial e Mandato Britânico

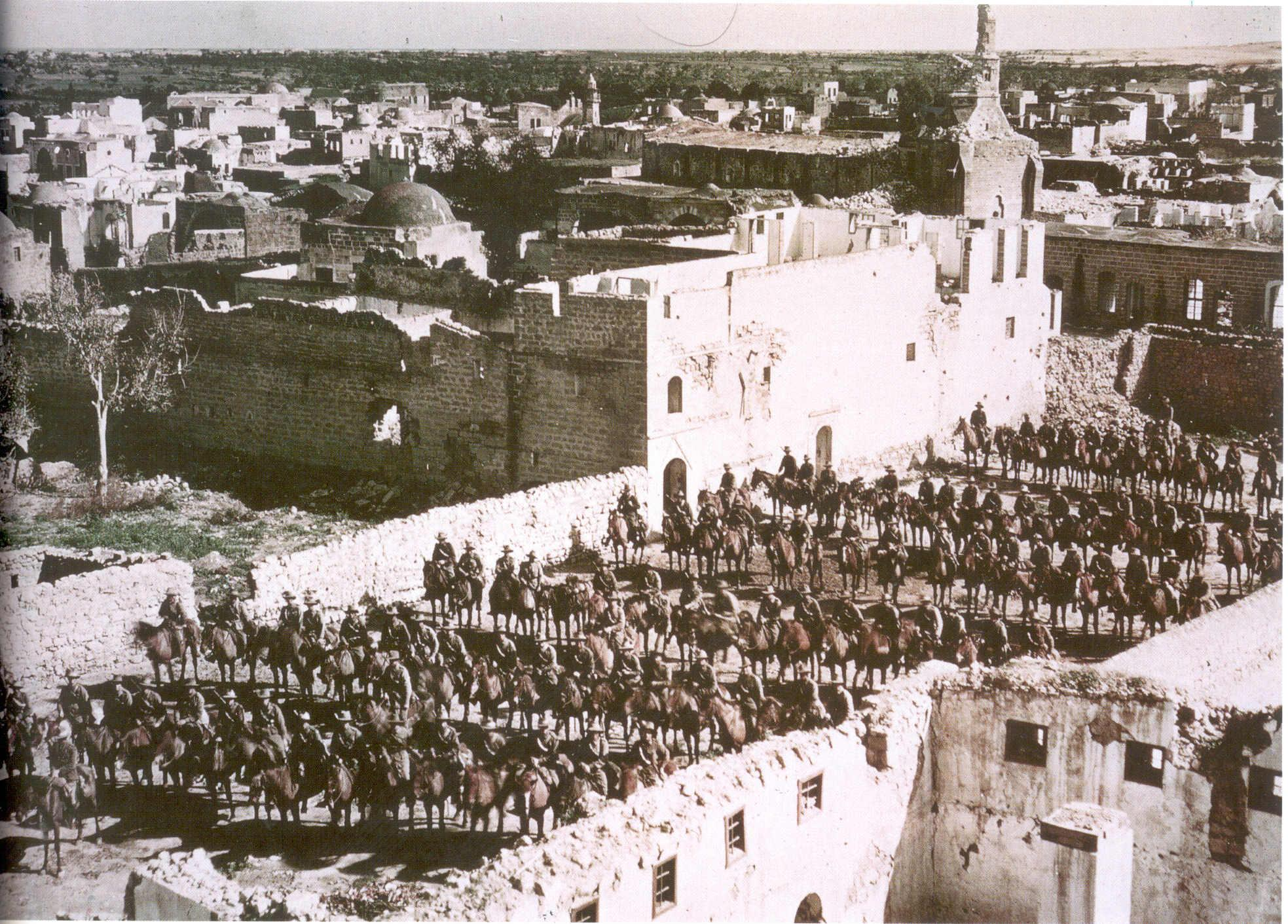
Gaza após rendição às forças britânicas, 1918

Enquanto liderava a Forças Aliadas durante a Primeira Guerra Mundial, os britânicos ganharam o controle da cidade durante a Terceira Batalha de Gaza em 1917. Após a guerra, Gaza foi incluída na Mandato Britânico da Palestina. Nas décadas de 1930 e 1940, Gaza passou por uma grande expansão. Novos bairros foram construídos ao longo da costa e nas planícies do sul e do leste. Organizações internacionais e grupos missionários financiaram a maior parte desta construção.

### Domínio egípcio e israelense

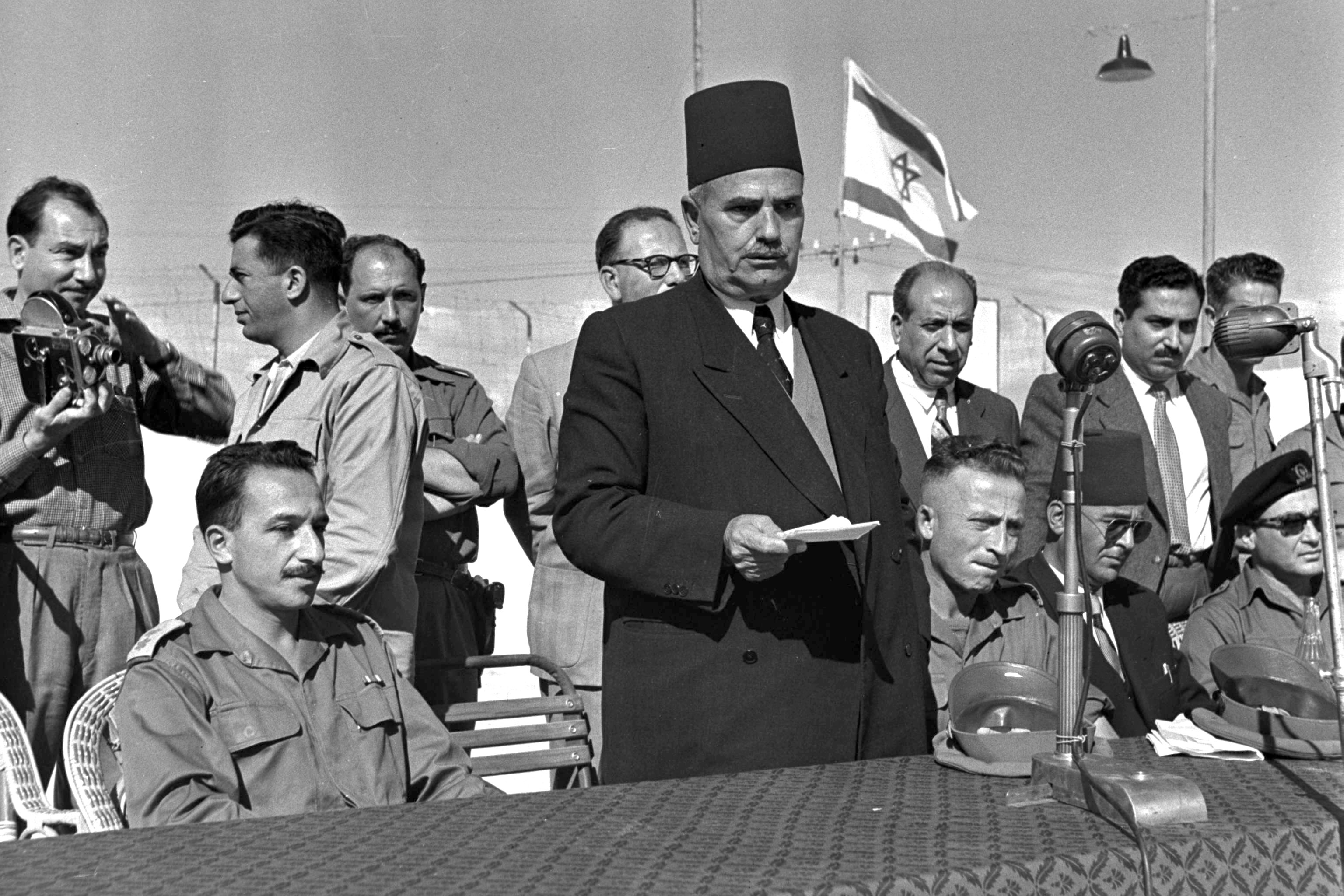
O então recém-nomeado prefeito de Gaza, Rushdi al-Shawwa, falando na cerimônia de inauguração do conselho municipal de Gaza, em 26 de novembro de 1956

No Plano de Partição da Palestina de 1947, proposta pelas Nações Unidas, Gaza era designada para fazer parte de um Estado de maioria árabe na Palestina, mas foi ocupada pelo Egito após a Guerra Árabe-Israelense de 1948. A crescente população de Gaza foi aumentada por um fluxo de refugiados que fugiram ou foram expulsos de cidades próximas, vilas e aldeias que foram capturadas por Israel. Em 1957, o presidente egípcio Gamal Abdel Nasser fez uma série de reformas em Gaza, que incluíram expandir as oportunidades educacionais e os serviços civis, fornecer moradia e estabelecer forças de segurança locais.
Gaza foi ocupada por Israel durante a Guerra dos Seis Dias em 1967, após a derrota do exército egípcio. Conflitos frequentes surgiram entre palestinos e as autoridades israelenses na cidade desde os anos 1970. As tensões levaram à Primeira Intifada em 1987. Gaza foi um centro de confronto durante este levante e as condições econômicas na cidade pioraram.

### Controle palestino
Em setembro de 1993, os líderes de Israel e da Organização para a Libertação da Palestina (OLP) assinaram os Acordos de Oslo . O acordo previa a administração palestina da Faixa de Gaza e da cidade de Jericó, na Cisjordânia, o que foi implementado em maio de 1994. As forças israelenses retiraram-se de Gaza, deixando a Autoridade Nacional Palestina (ANP) para administrar e policiar a cidade. A ANP, liderada por Yasser Arafat, escolheu Gaza como sua primeira sede provincial. O recém-criado Conselho Nacional Palestino realizou sua sessão inaugural em Gaza em março de 1996. A Segunda Intifada também foi um grande divisor de águas para Gaza.

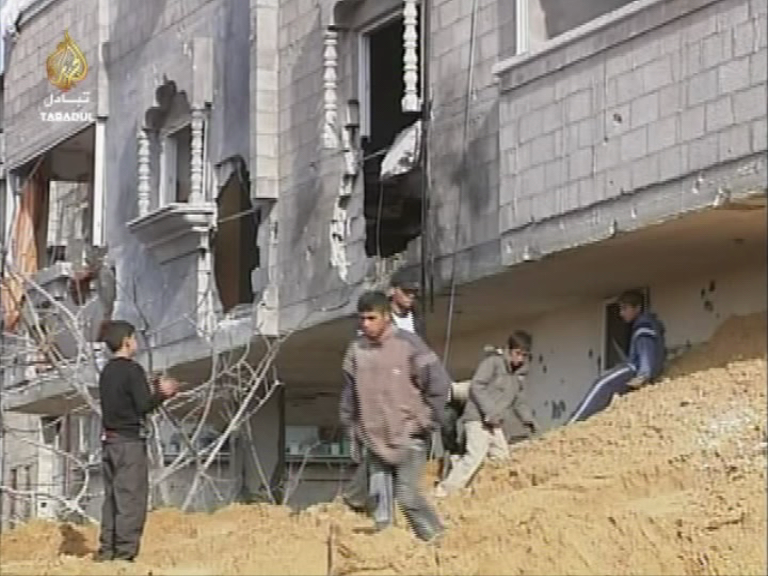
Residentes em um bairro de Gaza durante a Guerra de Gaza de 2008-09

Em 2005, Israel retirou suas tropas da Faixa de Gaza e removeu os milhares de israelenses que haviam se estabelecido no território. (Ver: plano de retirada unilateral de Israel em 2004.) Desde a retirada israelense, o Hamas tem se engajado em uma luta, às vezes violenta, pelo poder com sua rival organização palestina Fatah. Em 25 de janeiro de 2006, o Hamas obteve uma vitória surpreendente nas eleições para o Conselho Legislativo Palestino, a legislatura da Autoridade Nacional Palestina. Em 2007, o Hamas derrubou as forças do Fatah na Faixa de Gaza e os membros do Hamas foram demitidos do governo da ANP na Cisjordânia como resposta. Atualmente, o Hamas, reconhecido como uma organização terrorista pela maioria dos países ocidentais, tem o controle de facto da cidade e da Faixa.
Em março de 2008, uma coalizão de grupos de direitos humanos acusou que o bloqueio israelense à cidade havia feito com que a situação humanitária em Gaza atingisse seu pior ponto desde que Israel ocupou o território na Guerra dos Seis Dias de 1967 e que os ataques aéreos israelenses contra militantes em áreas densamente povoadas também mataram transeuntes civis. Em 2008, Israel iniciou um ataque contra Gaza e afirmou que fez isso como resposta aos repetitivos lançamentos de foguetes e morteiros da Faixa de Gaza contra Israel desde 2005, enquanto os palestinos declararam que estavam respondendo às incursões militares de Israel e ao bloqueio à Faixa de Gaza. Em janeiro de 2009, pelo menos 1 300 palestinos foram mortos no conflito.
Em novembro de 2012, após uma semana de conflito entre Israel e grupos militantes palestinos, um cessar-fogo intermediado pelo Egito foi anunciado em 21 de novembro. No conflito Israel-Gaza de 2014, 2 205 palestinos (incluindo pelo menos 1 483 civis) e 71 israelenses (incluindo 66 soldados) e um cidadão estrangeiro em Israel foram mortos, de acordo com o UN OCHA. De acordo com uma análise do The New York Times, homens com idades entre 20 e 29 anos, que provavelmente são militantes, são os mais representados no número de mortos. Um bloco de torres foi bombardeado durante a crise israelo-palestina de 2021.

#### Conflito de 2023-24

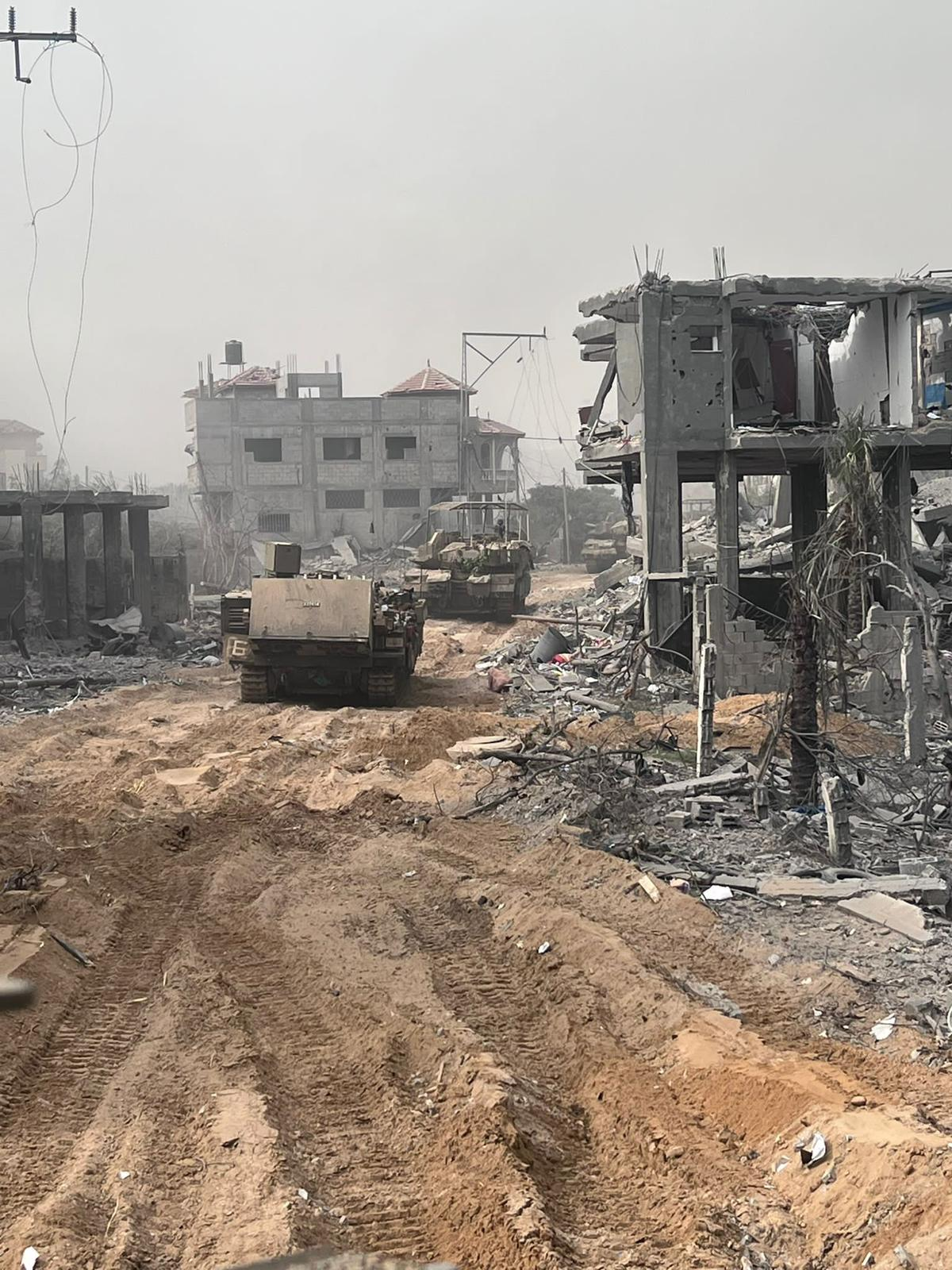
Gaza em ruínas durante a Guerra Israel-Hamas

A Guerra Israel-Hamas, também referido como conflito Israel-Gaza ou conflito israelo-palestino de 2023, começou em 7 de outubro após um ataque terrorista coordenado por vários grupos militantes palestinos contra cidades israelenses, passagens de fronteira, instalações militares adjacentes e colonatos civis nas proximidades da Faixa de Gaza, no sul de Israel. Descrito como uma Terceira Intifada por alguns observadores, as hostilidades foram iniciadas por um bombardeio de mísseis contra Israel e incursões transportadas em veículos para o território israelense, tendo sido realizados vários ataques contra os militares israelenses, bem como contra as comunidades civis israelenses. A retaliação israelense com bombardeios e incursões militares contra Gaza foi chamada de Operação Espadas de Ferro.
O conflito começou com o ataque surpresa palestino contra Israel, que aconteceu em 7 de outubro, organizado por grupos militantes palestinos, liderados pelo Hamas, com o suporte de grupos como a Jihad Islâmica e a Frente Popular para a Libertação da Palestina, apoiados pelo Irã. O presidente da Autoridade Palestina, Mahmoud Abbas, apoiou verbalmente o levante, afirmando que os palestinos tinham o direito de se defenderem contra a ocupação israelense. O Coordenador Especial das Nações Unidas para o Processo de Paz no Oriente Médio, a União Europeia e muitos países membros expressaram condenação dos ataques e disseram que Israel tinha o direito à autodefesa. Pelo menos 2 200 mísseis foram disparados da Faixa de Gaza nas primeiras horas enquanto militantes do Hamas violavam a barreira Israel-Gaza, matando pelo menos 200 israelenses e levando o governo de Israel a declarar estado de emergência; o primeiro-ministro israelense, Benjamin Netanyahu, afirmou que Israel "está em guerra" em um discurso nacional após o início dos ataques. Militantes palestinos que se infiltraram em Israel invadiram vários kibutz ao redor da Faixa de Gaza e da cidade israelense de Sderot, com fontes da mídia palestina e israelense relatando que soldados e civis israelenses haviam sido feitos reféns.
Após expulsar os guerrilheiros palestinos de seu território, Israel lançou uma intensa campanha de bombardeios e invadiu a Faixa de Gaza em 27 de outubro (vinte dias após o início dos ataques palestinos) com o objetivo declarado de destruir o Hamas e libertar os reféns. As forças israelenses lançaram inúmeras campanhas durante a invasão, incluindo a ofensiva de Rafah em maio de 2024, três batalhas travadas ao redor de Khan Yunis e o cerco ao norte de Gaza em outubro de 2024, e assassinaram líderes do Hamas dentro e fora de Gaza. A intensidade dos bombardeios israelenses chocou a opinião pública internacional, enquanto o mundo se dividia entre os que apoiavam o direito do Estado Israelense de se defender e aqueles que afirmavam que a matança era desproporcional e desnecessária. Um cessar-fogo temporário em novembro de 2023 foi rompido e um segundo cessar-fogo em janeiro de 2025 também não perdurou, sendo interrompido por um ataque surpresa de Israel em março de 2025.

## Geografia

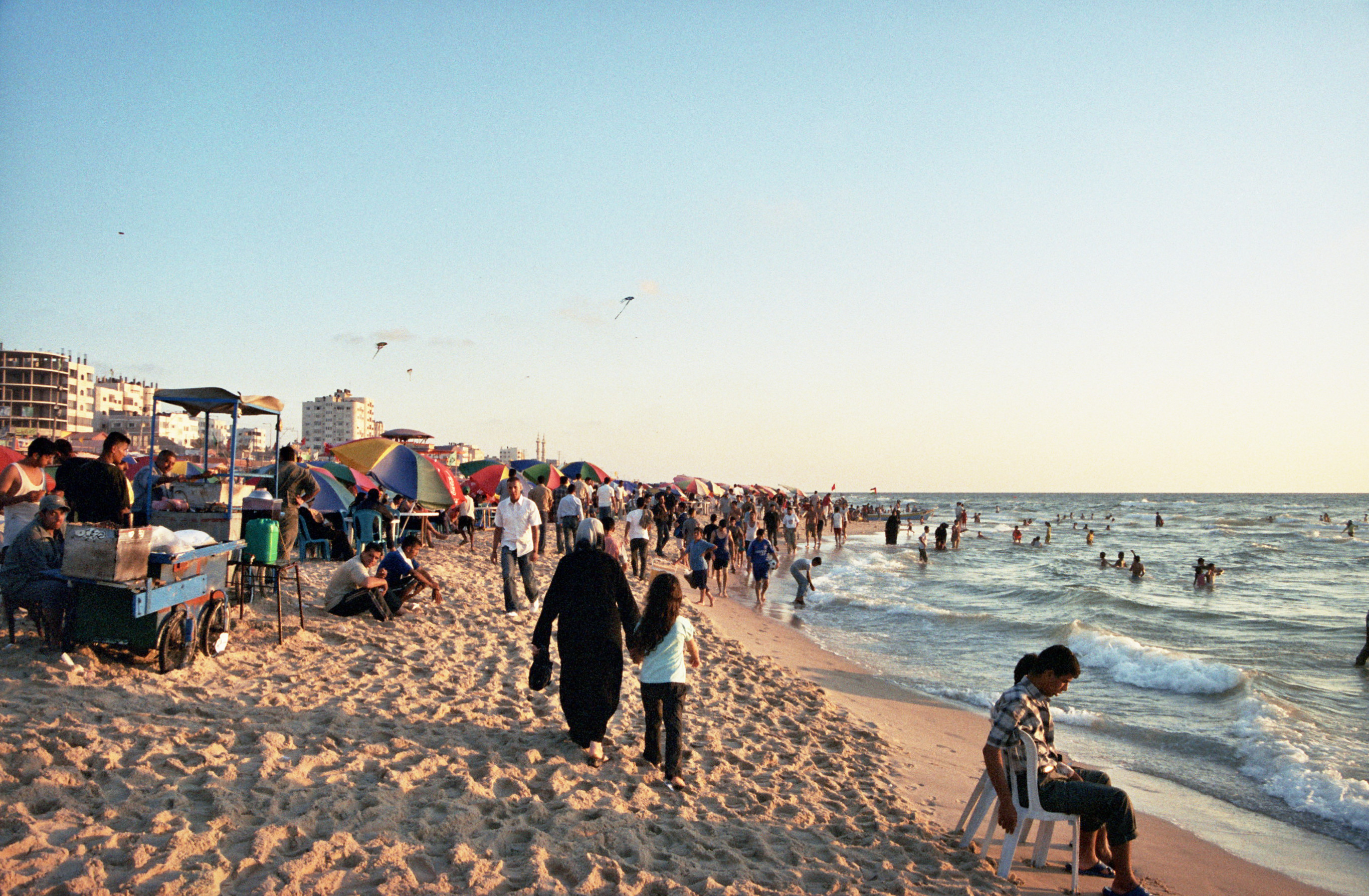
Praia na cidade de Gaza

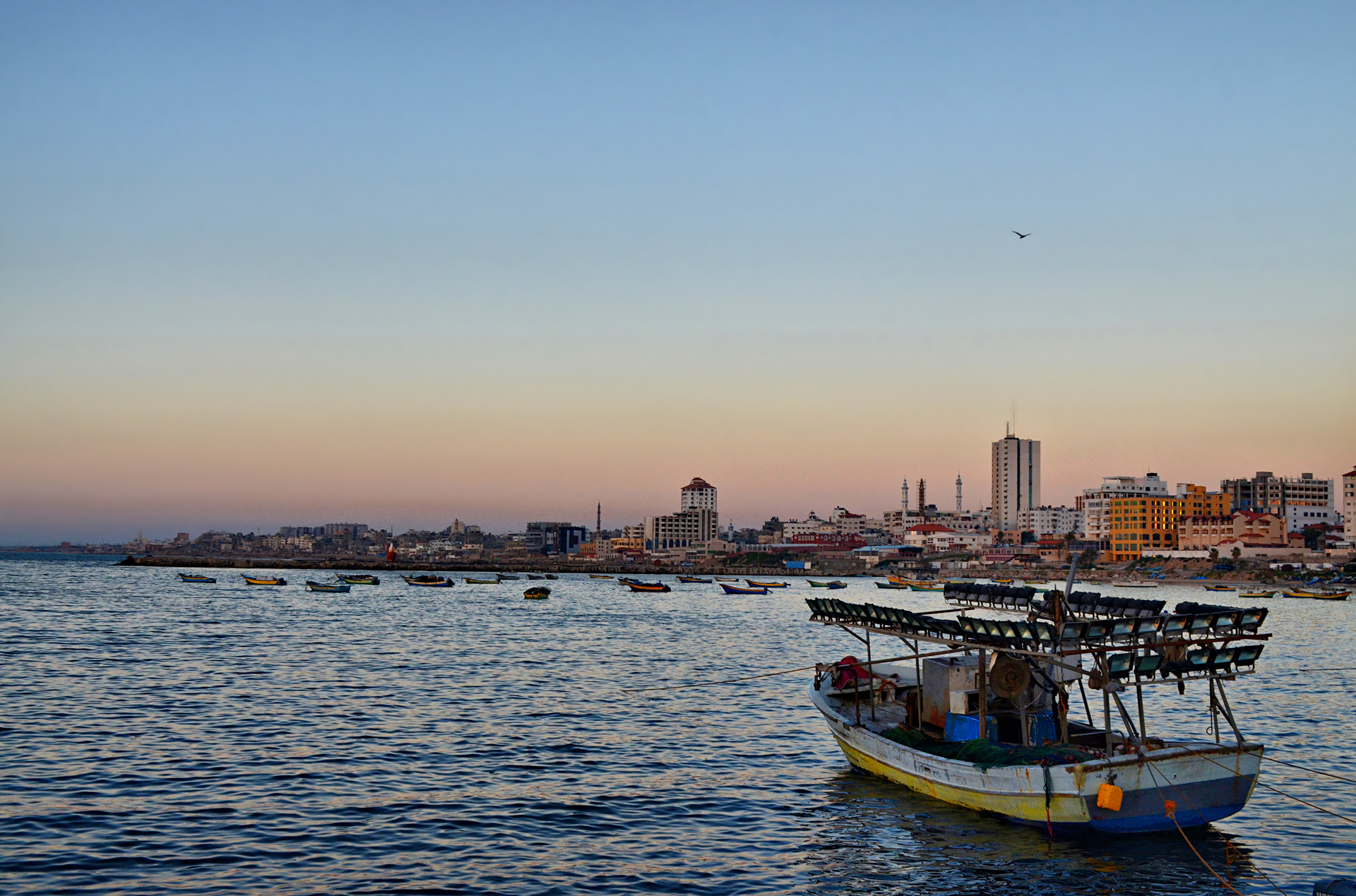
Vista de Gaza a partir do porto

O centro de Gaza está situado em uma colina baixa e redonda com uma altitude de 14 metros acima do nível do mar. Grande parte da cidade moderna é construída ao longo da planície abaixo da colina, especialmente ao norte e ao leste, formando os subúrbios de Gaza. A praia e o porto de Gaza estão localizados a 3 quilômetros a oeste do núcleo da cidade e o espaço intermediário é inteiramente construído em colinas baixas.
A jurisdição municipal da cidade hoje constitui cerca de 45 quilômetros quadrados. Gaza está localizada a 78 km a sudoeste de Jerusalém, 71 km ao sul de Tel Aviv e 30 km ao norte de Rafa. As localidades vizinhas incluem Beit Lahia, Beit Hanoun e Jabalia ao norte, e a vila de Abu Middein, o campo de refugiados Bureij e a cidade de Deir al-Balah ao sul.
A população de Gaza depende da água subterrânea como única fonte de água potável, uso agrícola e abastecimento doméstico. O riacho mais próximo é Uádi Gaza ao sul, proveniente de Abu Middein ao longo da costa. Tem pouca água durante o inverno e praticamente nenhuma água durante o verão. A maior parte de seu abastecimento de água é desviada para Israel. O Aquífero de Gaza ao longo da costa é o principal aquífero da Faixa de Gaza e consiste principalmente de arenitos do Pleistoceno. Como a maior parte da Faixa de Gaza, Gaza é coberta por solo quaternário; minerais de argila no solo absorvem muitos produtos químicos orgânicos e inorgânicos que aliviaram parcialmente a extensão da contaminação das águas subterrâneas.
Uma colina proeminente a sudeste de Gaza, conhecida como Tel Almuntar, tem uma altitude de 82 metros acima do nível do mar. Durante séculos, foi reivindicado como o lugar para onde Sansão trouxe os portões da cidade dos filisteus. A colina é coroada por um santuário muçulmano (maqam) dedicado a Ali Almuntar ("Ali da Torre de Vigia"). Existem antigas sepulturas muçulmanas ao redor das árvores da área e o lintel da entrada do maqam tem duas escrituras árabes medievais.

### Cidade Velha

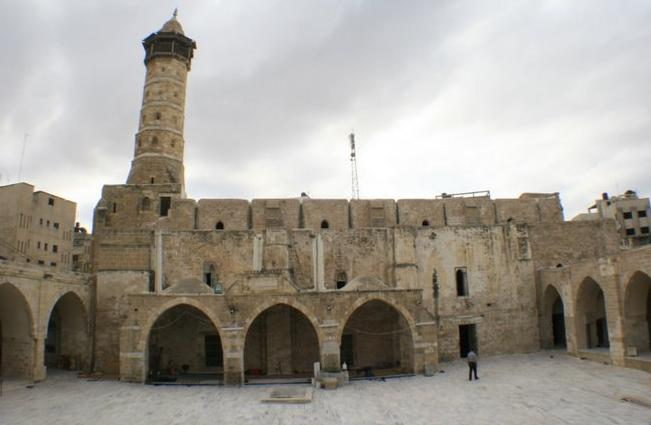
A Grande Mesquita de Gaza

A Cidade Velha forma a parte principal do núcleo de Gaza. É aproximadamente dividido em dois quartos; o bairro Daraje ao norte (também conhecido como bairro muçulmano) e o bairro Zaitum ao sul (que continha os bairros judaico e cristão). A maioria das estruturas data das eras mameluca e otomana e algumas foram construídas sobre estruturas anteriores. A parte antiga da Cidade Velha tem cerca de 1,6 km².
Existem sete portões históricos para a Cidade Velha: Babe Ascalã (Portão de Ascalão), Babe Adarum (Portão de Deir Albala), Babe Albar (Portão do Mar), Babe Marnas (Portão de Marnas), Babe Baladia (Portão da Cidade), Babe Alcalil (Portão de Hebrom) e Babe Almuntar (Portão de Tel Almuntar). Alguns dos edifícios mais antigos usam o estilo ablaq de decoração, que apresenta camadas alternadas de alvenaria vermelha e branca, predominante na era mameluca. Daraje contém o Mercado de Ouro (Quissaria), bem como a Grande Mesquita de Gaza (a mesquita mais antiga de Gaza)  e a Mesquita de Saíde Haxim. Em Zaytun fica a Igreja de São Porfrírio, a Mesquita Katib al-Wilaya e Hamame Assamara ("a casa de banhos do Samaritano".)

### Distritos

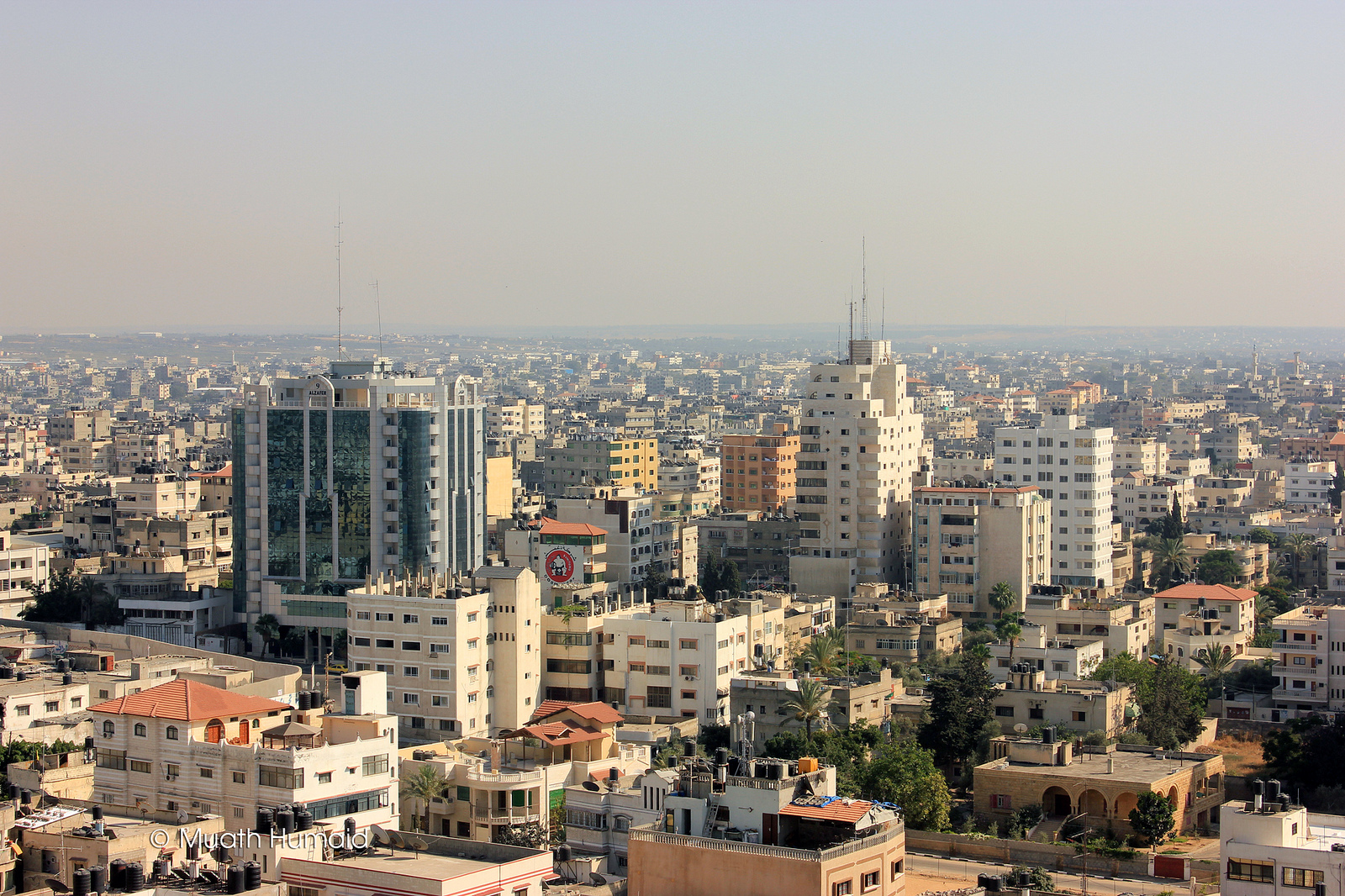
Zona Oriental de Gaza

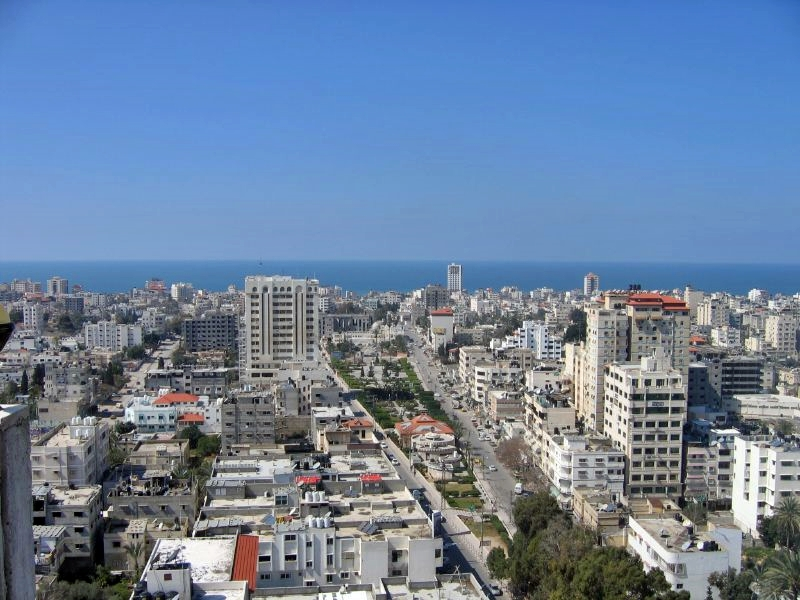
Cidade de Gaza em 2009

Gaza é composta por treze distritos (feno) fora da Cidade Velha. A primeira extensão de Gaza além do centro da cidade foi o distrito de Shuja'iyya, construído em uma colina a leste e sudeste da Cidade Velha durante o período aiúbida. No nordeste está o distrito de Tuffah, que é dividido em metades leste e oeste e estava originalmente localizado dentro das muralhas da Cidade Velha.
Durante as décadas de 1930 e 1940, um novo distrito residencial, Rimal (atualmente dividido nos distritos de Rimal do Norte e Rimal do Sul), foi construído nas dunas de areia a oeste do centro da cidade e o distrito de Zeitoun foi construído ao longo de Gaza fronteiras sul e sudoeste, enquanto os bairros Judeide ("o Novo") e Turukman de Shuja'iyya se expandiram em distritos separados no nordeste e sudeste, respectivamente. Judeide (também conhecido como Shuja'iyyat al-Akrad) foi nomeado após as unidades militares curdas que se estabeleceram lá durante a era mameluca, enquanto Turukman foi nomeado após as unidades militares turcomanas que se estabeleceram lá.
As áreas entre Rimal e a Cidade Velha tornaram-se os distritos de Sabra e Daraj. No noroeste fica o distrito de Nasser, construído no início dos anos 1950 e batizado em homenagem ao presidente egípcio Gamal Abdel Nasser. O distrito de Sheikh Radwan, desenvolvido na década de 1970, está a 3 km ao norte da Cidade Velha e tem o nome de Sheikh Radwan - cuja tumba está localizada dentro do distrito. Gaza absorveu a aldeia de al-Qubbah perto da fronteira com Israel, bem como o campo de refugiados palestinos de Axati ao longo da costa, embora este último não esteja sob a jurisdição municipal da cidade. No final da década de 1990, a ANP construiu o bairro mais rico de Tel al-Hawa ao longo da borda sul de Rimal. Ao longo da costa sul da cidade fica o bairro de Sheikh Ijlin.

### Clima
Gaza tem um clima semiárido quente (Köppen: BSh), com características mediterrâneas, com invernos amenos e chuvosos e verões quentes e secos. A primavera chega por volta de março ou abril e o mês mais quente é agosto, com alta média de 31,7 ºC. O mês mais frio é janeiro, com temperaturas geralmente chegando a 18,3 ºC. A chuva é escassa e cai quase exclusivamente entre novembro e março, com uma precipitação anual de aproximadamente 395 mm.
| Dados climáticos para Gaza   | Dados climáticos para Gaza | Dados climáticos para Gaza | Dados climáticos para Gaza | Dados climáticos para Gaza | Dados climáticos para Gaza | Dados climáticos para Gaza | Dados climáticos para Gaza | Dados climáticos para Gaza | Dados climáticos para Gaza | Dados climáticos para Gaza | Dados climáticos para Gaza | Dados climáticos para Gaza | Dados climáticos para Gaza |
| Mês                          | Jan                        | Fev                        | Mar                        | Abr                        | Mai                        | Jun                        | Jul                        | Ago                        | Set                        | Out                        | Nov                        | Dez                        | Ano                        |
| ---------------------------- | -------------------------- | -------------------------- | -------------------------- | -------------------------- | -------------------------- | -------------------------- | -------------------------- | -------------------------- | -------------------------- | -------------------------- | -------------------------- | -------------------------- | -------------------------- |
| Média alta °C (°F)           | 18.3 (64.9)                | 18.9 (66)                  | 21.1 (70)                  | 24.4 (75.9)                | 27.2 (81)                  | 29.4 (84.9)                | 30.6 (87.1)                | 31.7 (89.1)                | 30.6 (87.1)                | 28.9 (84)                  | 25.0 (77)                  | 20.6 (69.1)                | 25.6 (78.1)                |
| Média diária °C (°F)         | 13.9 (57)                  | 14.5 (58.1)                | 16.4 (61.5)                | 19.1 (66.4)                | 21.8 (71.2)                | 24.5 (76.1)                | 26.0 (78.8)                | 27.0 (80.6)                | 25.6 (78.1)                | 23.3 (73.9)                | 19.8 (67.6)                | 16.1 (61)                  | 20.67 (69.19)              |
| Média baixa °C (°F)          | 9.4 (48.9)                 | 10.0 (50)                  | 11.6 (52.9)                | 13.8 (56.8)                | 16.4 (61.5)                | 19.5 (67.1)                | 21.4 (70.5)                | 22.2 (72)                  | 20.5 (68.9)                | 17.7 (63.9)                | 14.5 (58.1)                | 11.6 (52.9)                | 15.7 (60.3)                |
| Precipitação média mm (pol.) | 104 (4.09)                 | 76 (2.99)                  | 30 (1.18)                  | 13 (0.51)                  | 3 (0.12)                   | 1 (0.04)                   | 0 (0)                      | 1 (0.04)                   | 3 (0.12)                   | 18 (0.71)                  | 64 (2.52)                  | 81 (3.19)                  | 394 (15.51)                |
| Média umidade relativa (%)   | 85                         | 84                         | 83                         | 82                         | 84                         | 87                         | 86                         | 87                         | 86                         | 74                         | 78                         | 81                         | 83                         |
| Média mensal horas de sol    | 204.6                      | 192.1                      | 241.8                      | 264.0                      | 331.7                      | 339.0                      | 353.4                      | 337.9                      | 306.0                      | 275.9                      | 237.0                      | 204.6                      | 3 288                      |
| Média diária horas de sol    | 6.6                        | 6.8                        | 7.8                        | 8.8                        | 10.7                       | 11.3                       | 11.4                       | 10.9                       | 10.2                       | 8.9                        | 7.9                        | 6.6                        | 9.1                        |
| Fonte: Arab Meteorology Book |                            |                            |                            |                            |                            |                            |                            |                            |                            |                            |                            |                            |                            |

## Demografia

### População

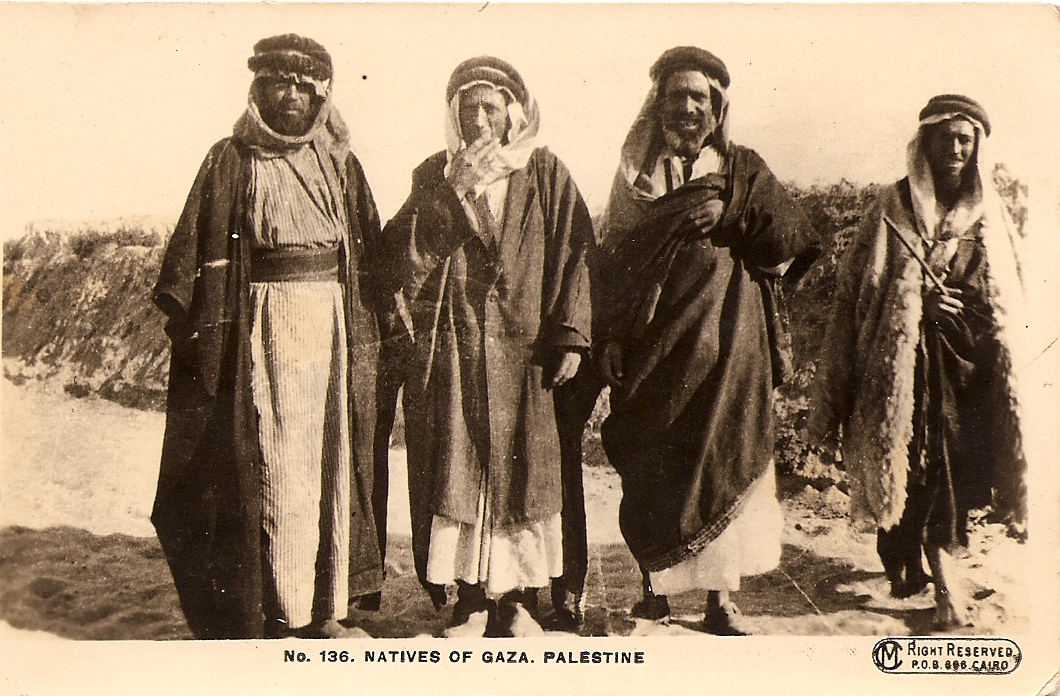
Homens de Gaza, século XIX

De acordo com os registros fiscais otomanos em 1557, Gaza tinha 2 477 contribuintes do sexo masculino. As estatísticas de 1596 mostram que a população muçulmana de Gaza consistia em 456 famílias, 115 solteiros, 59 pessoas religiosas e 19 pessoas deficientes. Além da figura muçulmana, havia 141 jundiyan ou "soldados" no exército otomano. Dos cristãos, havia 294 famílias e sete solteiros, enquanto havia 73 famílias judias e oito famílias samaritanas. No total, cerca de 6 mil pessoas viviam em Gaza, tornando-a a terceira maior cidade da Palestina otomana depois de Jerusalém e Safad.
Em 1838, havia cerca de 4 mil contribuintes muçulmanos e 100 cristãos, o que implica uma população de cerca de 15 mil ou 16 mil - o que a torna maior do que Jerusalém na época. O número total de famílias cristãs era 57.
| Ano  | População     |
| ---- | ------------- |
| 1596 | 6 000         |
| 1838 | 15 000-16 000 |
| 1882 | 16 000        |
| 1897 | 36 000        |
| 1906 | 40 000        |
| 1914 | 42 000        |
| 1922 | 17 480        |
| 1931 | 17 046        |
| 1945 | 34 250        |
| 1982 | 100 272       |
| 1997 | 306 113       |
| 2007 | 449 221       |
| 2012 | 590 481       |

Antes da eclosão da Primeira Guerra Mundial, a população de Gaza havia chegado a 42 mil; no entanto, as ferozes batalhas entre as Forças Aliadas e os otomanos e seus aliados alemães em 1917 em Gaza resultaram em uma diminuição massiva da população. O censo seguinte, realizado em 1922 pelas autoridades do Mandato Britânico, mostra uma queda acentuada da população, que era de 17 480 residentes, composta por 16 722 muçulmanos, 54 judeus e 701 cristãos.
De acordo com um censo de 1997 do Departamento Central de Estatísticas Palestino (DCEP), Gaza e o campo de refugiados adjacente de Axati tinham uma população de 353 115 pessoas, dos quais 50,9% eram homens e 49,1% mulheres. Gaza tinha uma população esmagadoramente jovem, com mais da metade entre os primeiros 19 anos (60,8%). Cerca de 28,8% tinham entre 20 e 44 anos, 7,7% entre 45 e 64 anos e 3,9% tinham mais de 64 anos.
Um influxo maciço de refugiados palestinos aumentou a população de Gaza após a Guerra Árabe-Israelense de 1948. Em 1967, a população havia crescido cerca de seis vezes o tamanho de 1948. Em 1997, 51,8% dos habitantes de Gaza eram refugiados ou descendentes deles. A população da cidade continuou a aumentar desde então para 590 481 em 2017, tornando-a a maior cidade dos territórios palestinos. A Cidade de Gaza tem uma das maiores taxas de crescimento geral do mundo. Sua densidade populacional é 9 982,69/km2 comparável à cidade de Nova Iorque (10 725,4/km2) e metade da densidade de Paris (21 000/km2). Em 2007, a pobreza, o desemprego e as más condições de vida eram problemas generalizados e muitos residentes recebiam ajuda das Nações Unidas para se alimentar.

### Religião

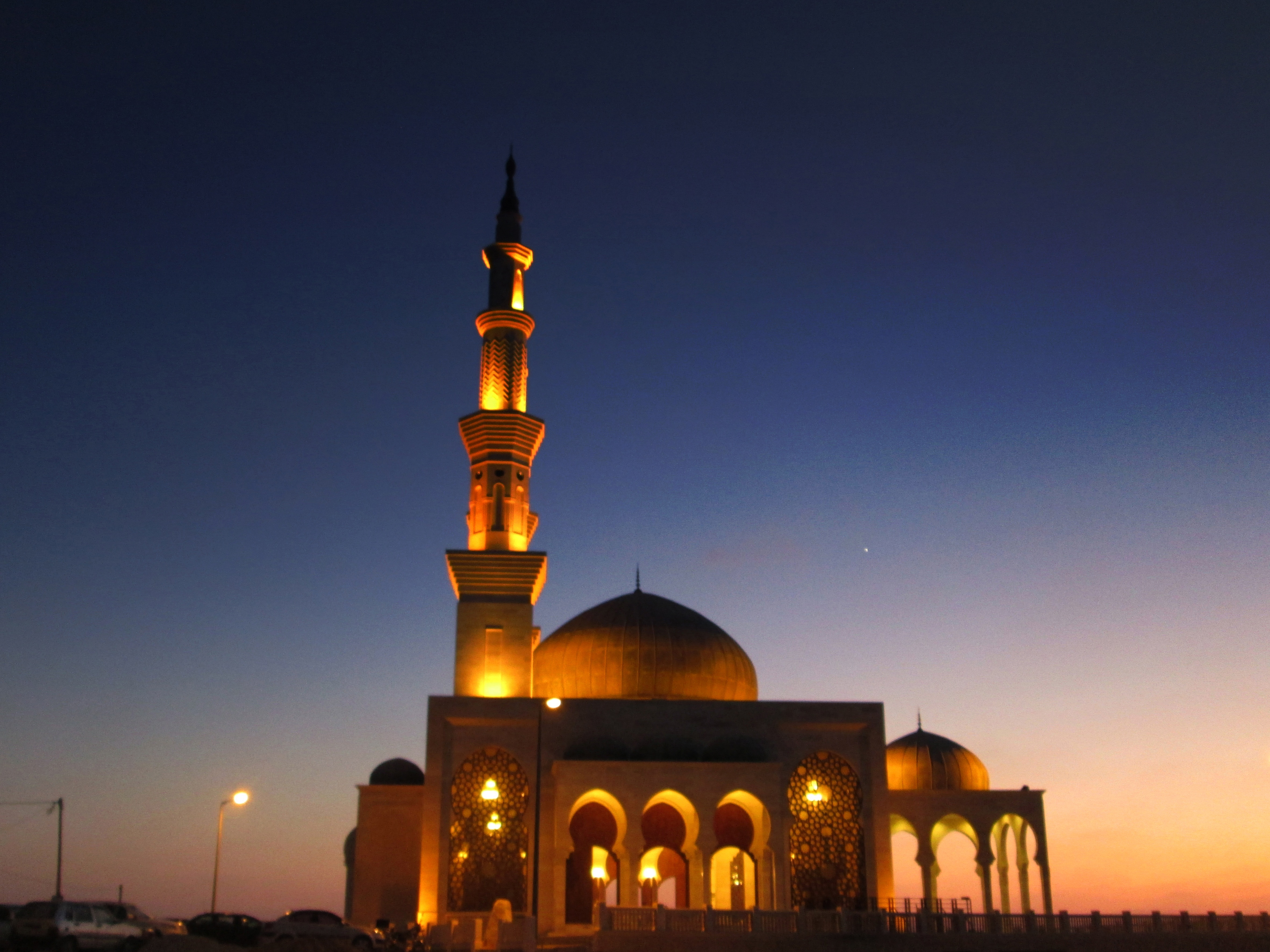
Mesquita Khalidi em Gaza

A população de Gaza é predominantemente composta de muçulmanos, que em sua maioria seguem o islamismo sunita. Durante o período fatímida, o islamismo xiita era dominante em Gaza, mas depois que Saladino conquistou a cidade em 1187, ele promoveu uma política religiosa e educacional estritamente sunita, que na época foi fundamental para unir seus soldados árabes e turcos.
Gaza é o lar de uma pequena minoria cristã palestina de cerca de 3,5 mil pessoas. A maioria vive no bairro Zaytun da Cidade Velha e pertence às denominações ortodoxa grega, católica romana e batista. Em 1906, havia cerca de 750 cristãos, dos quais 700 eram ortodoxos e 50 católicos romanos.
A comunidade judaica de Gaza tinha cerca de 3 mil anos e em 1481 havia 60 famílias judias. A maioria deles fugiu de Gaza após os tumultos palestinos de 1929, quando eles consistiam em cinquenta famílias. Na pesquisa populacional de Sami Hadawi, Gaza tinha uma população de 34 250, incluindo 80 judeus em 1945. A maioria deles deixou a cidade após a Guerra de 1948, devido à desconfiança mútua entre eles e a maioria árabe. Hoje, não há judeus morando em Gaza.

## Governo

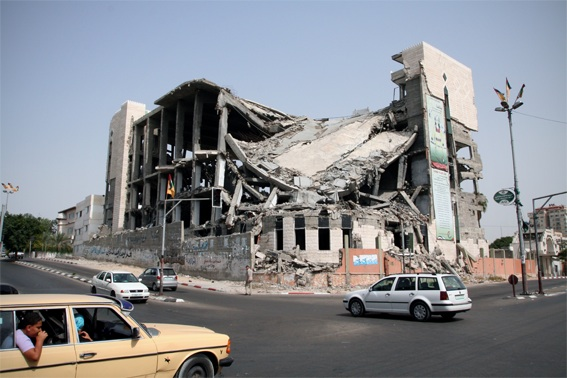
Prédio do Conselho Legislativo da Palestina, que foi destruído por Israel durante a Operação Chumbo Fundido em 2008

Hoje, Gaza é a capital administrativa do Governatorato de Gaza. Ela contém o edifício do Conselho Legislativo Palestino, bem como a sede da maioria dos ministérios da Autoridade Palestina. O primeiro conselho municipal de Gaza foi formado em 1893 sob a presidência de Ali Khalil Shawa. A prefeitura moderna, no entanto, começou em 1906 com seu filho Said al-Shawa, que foi nomeado prefeito pelas autoridades otomanas. Al-Shawa supervisionou a construção do primeiro hospital de Gaza, várias novas mesquitas e escolas, a restauração da Grande Mesquita e a introdução do arado moderno na cidade. Em 1922, o secretário colonial britânico Winston Churchill solicitou que Gaza desenvolvesse sua própria constituição durante o Mandato Britânico da Palestina. No entanto, isso foi rejeitado pelos palestinos.
Em 24 de julho de 1994, a ANP proclamou Gaza como a primeira câmara municipal dos territórios palestinos. As eleições municipais palestinas de 2005 não foram realizadas em Gaza, nem em Khan Yunis ou Rafa. Em vez disso, os dirigentes do partido Fatah selecionaram as cidades menores, vilas e aldeias para realizar eleições, presumindo que se sairiam melhor em áreas menos urbanas. No entanto, o partido rival, o Hamas, conquistou a maioria das cadeiras em sete dos dez municípios selecionados para o primeiro turno, com a participação eleitoral em torno de 80%. Em 2007, confrontos violentos entre os dois partidos que deixaram mais de 100 mortos, resultando na tomada da cidade pelo Hamas. Normalmente, os municípios palestinos com população superior a 20 mil pessoas e que servem como centros administrativos têm conselhos municipais compostos por quinze membros, incluindo o prefeito. O atual conselho municipal de Gaza, no entanto, é composto por quatorze membros, incluindo o prefeito, Nizar Hijazi.

### Cidades-irmãs
Gaza é uma cidade-irmã de:
| - Tel Aviv (1998) - Dunquerque (1996) - Turim (1997) - Tabriz | - Tromsø (2001) - Cascais, Portugal - Barcelona (1998) - Cáceres (2010) |

## Economia

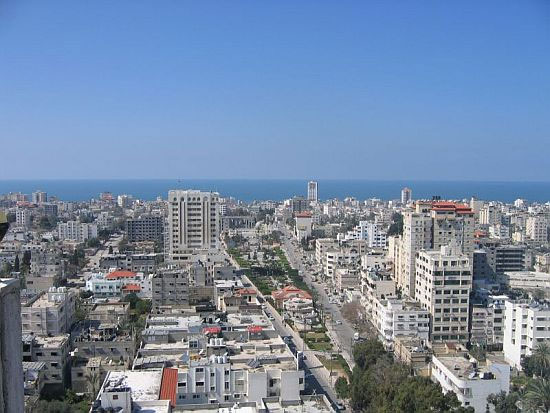
Centro de Gaza em 2012

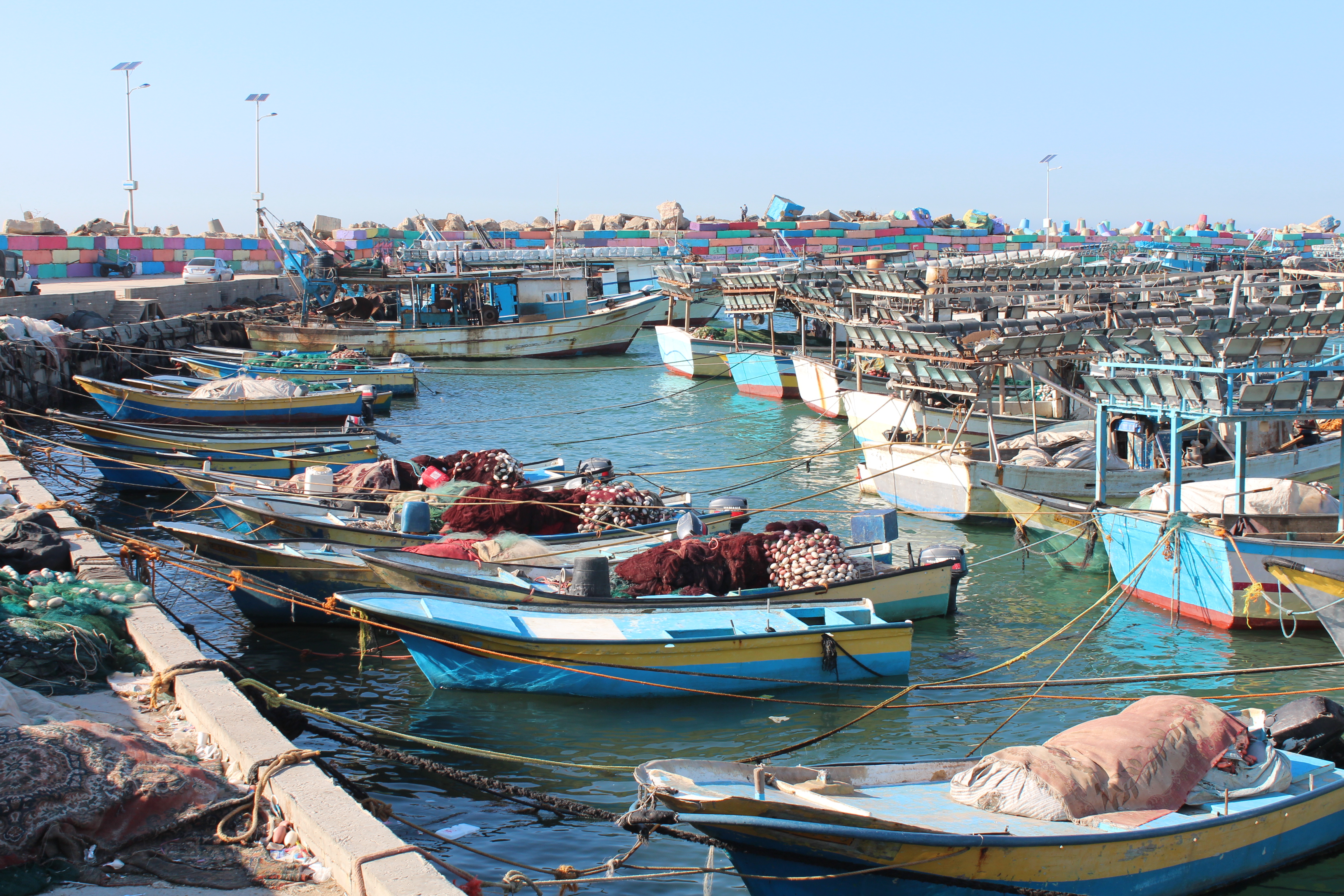
Panorama do porto de Gaza

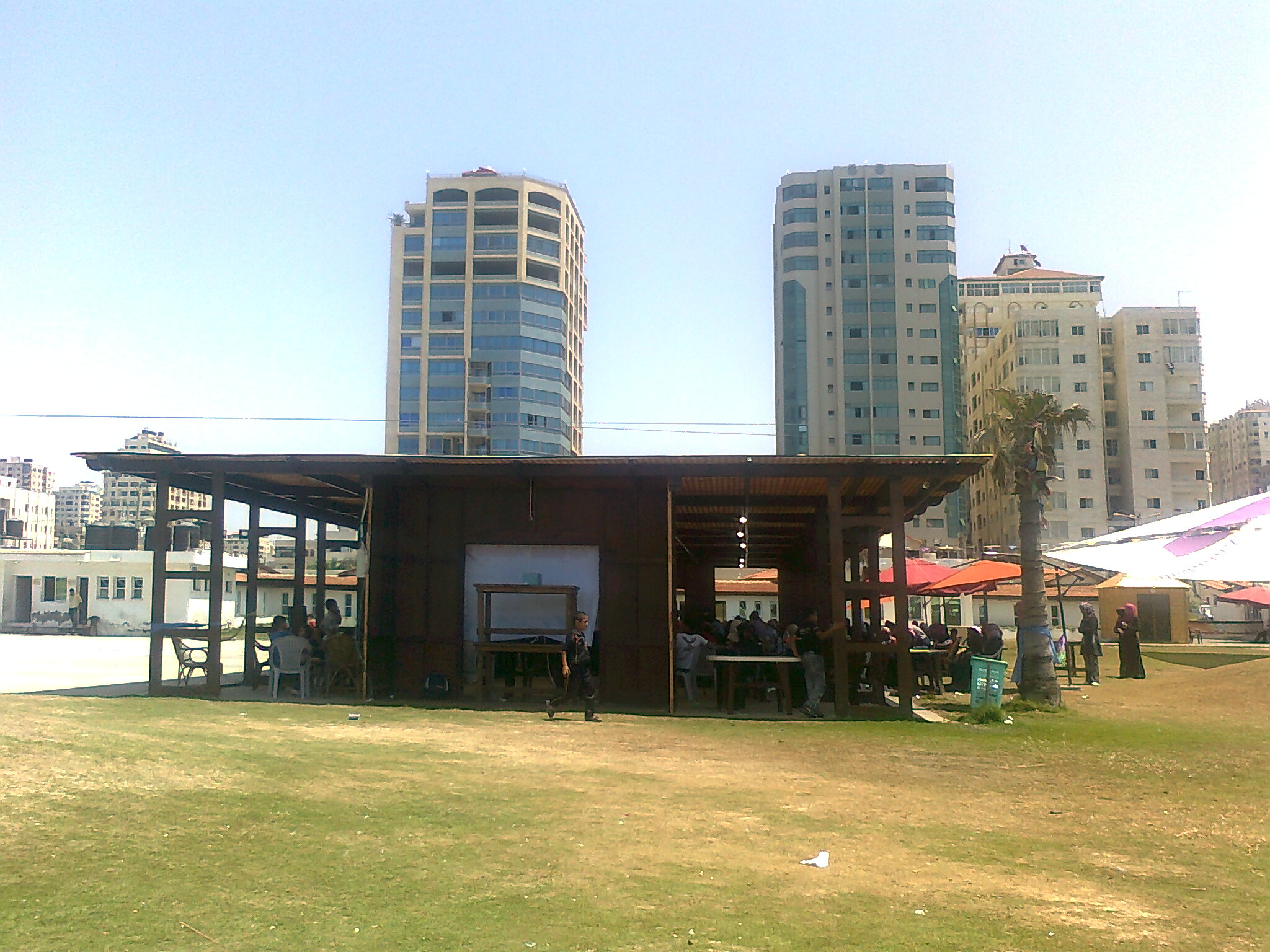
Um resort de praia na cidade de Gaza

Os principais produtos agrícolas são morangos, frutas cítricas, tâmaras, azeitonas, flores e vários vegetais. A poluição e a alta demanda por água reduziram a capacidade produtiva das fazendas na Faixa de Gaza. As indústrias de pequena escala incluem a produção de plásticos, materiais de construção, têxteis, móveis, cerâmica, azulejos, artigos de cobre e tapetes. Desde os acordos de Oslo, milhares de residentes foram empregados em ministérios do governo e serviços de segurança, na UNRWA e em outras organizações internacionais. Indústrias menores incluem têxteis e processamento de alimentos. Uma variedade de mercadorias é vendida nos bazares de rua de Gaza, incluindo tapetes, cerâmica, móveis de vime e roupas de algodão. O luxuoso Gaza Mall foi inaugurado em julho de 2010.
Um relatório de grupos de direitos humanos e desenvolvimento publicado em 2008 afirmou que Gaza sofreu um padrão de longo prazo de estagnação econômica e indicadores de desenvolvimento terríveis, a gravidade que foi aumentada exponencialmente pelos bloqueios israelense e egípcio. O relatório citou uma série de indicadores econômicos para ilustrar o ponto: em 2008, 95% das operações industriais de Gaza foram suspensas devido à falta de acesso a insumos para produção e problemas de exportação. Em 2009, o desemprego em Gaza estava perto de 40%. O setor privado, que gera 53% de todos os empregos em Gaza, foi devastado e as empresas faliram. Em junho de 2005, 3,9 mil fábricas em Gaza empregavam 35 mil pessoas, em dezembro de 2007, apenas 1,7 mil pessoas ainda estavam empregadas. A indústria da construção estava paralisada com dezenas de milhares de trabalhadores desempregados. O setor agrícola foi duramente atingido, afetando quase 40 mil trabalhadores dependentes de safras comerciais.
Os preços dos alimentos em Gaza subiram durante o bloqueio, com a farinha de trigo subindo 34%, o arroz 21% e o talco para bebês 30% mais caro. Em 2007, as famílias gastaram em média 62% de sua renda total com alimentos, em comparação com 37% em 2004. Em menos de uma década, o número de famílias dependentes da ajuda alimentar da UNRWA aumentou dez vezes. Em 2008, 80% da população dependia de ajuda humanitária em 2008, em comparação com 63% em 2006. De acordo com um relatório da OXFAM em 2009, Gaza sofria de uma grave escassez de moradias, instalações educacionais, instalações de saúde e infraestrutura, além de um sistema de esgoto inadequado que contribuía para problemas de higiene e saúde pública.
Após um abrandamento significativo da política de fechamento em 2010, a economia de Gaza começou a ver uma recuperação substancial dos níveis anêmicos durante o auge do bloqueio. A economia de Gaza cresceu 8% nos primeiros 11 meses de 2010. A atividade econômica é amplamente apoiada por doações de ajuda externa. Existem vários hotéis em Gaza, incluindo o Palestine, Grand Palace, Adam, al-Amal, al-Quds, Cliff, al-Deira e Marna House. Todos, exceto o Palestine Hotel, estão localizados ao longo do distrito costeiro de Rimal. A Organização das Nações Unidas (ONU) tem um clube de praia na mesma rua. Gaza não é um destino frequente para turistas e a maioria dos estrangeiros que se hospedam em hotéis são jornalistas, trabalhadores humanitários, pessoal da ONU e da Cruz Vermelha. Os hotéis de luxo incluem o al-Quds e o al-Deira Hotel. Em 2012, o desemprego caiu para 25%.

## Infraestrutura

### Educação

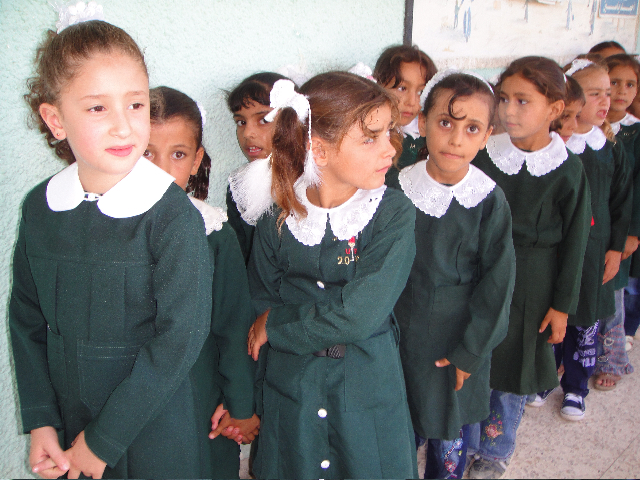
Meninas em Gaza fazendo fila para as aulas, 2009

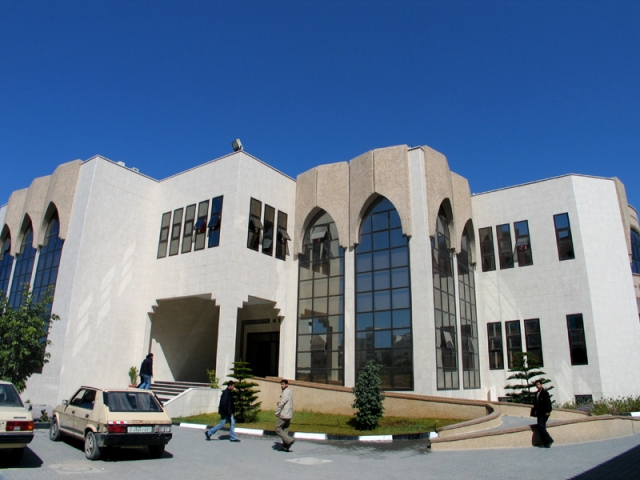
A principal sala de conferências da Universidade Islâmica de Gaza

De acordo com a ANP, em 1997, aproximadamente mais de 90% da população de Gaza com mais de 10 anos era alfabetizada. Da população da cidade, 140 848 estavam matriculados em escolas (39,8% no ensino fundamental, 33,8% no ensino médio e 26,4% no ensino médio). Cerca de 11 134 pessoas receberam diplomas de bacharelado ou diplomas superiores.
Em 2006, havia 210 escolas em Gaza; 151 eram administradas pelo Ministério da Educação da Autoridade Nacional Palestina, 46 eram administrados pela UNRWA e 13 eram escolas particulares. Um total de 154 251 alunos estavam matriculados e 5 877 professores estavam empregados. A economia atualmente oprimida afetou severamente a educação na Faixa de Gaza. Em setembro de 2007, uma pesquisa da UNRWA na Faixa de Gaza revelou que havia uma taxa de reprovação de quase 80% nas escolas de 4ª a 9ª série, com taxas de reprovação de até 90% em matemática. Em janeiro de 2008, o Fundo das Nações Unidas para a Infância informou que as escolas em Gaza vinham cancelando aulas com alto consumo de energia, como tecnologia da informação, laboratórios de ciências e atividades extracurriculares.
Gaza tem muitas universidades. As quatro principais universidades da cidade são a Universidade al-Azhar - Gaza, a Universidade Aberta al-Quds, a Universidade al-Aqsa e a Universidade Islâmica de Gaza. A Universidade Islâmica, composta por dez instalações, foi fundada por um grupo de empresários em 1978, tornando-se a primeira universidade em Gaza. Teve uma matrícula de 20 639 alunos. A al-Azhar é geralmente secular e foi fundada em 1992. A Universidade al-Aqsa foi fundada em 1991. A Universidade Aberta al-Quds estabeleceu seu campus na Região Educacional de Gaza em 1992 em um prédio alugado no centro da cidade, originalmente com 730 alunos. Devido ao rápido aumento do número de alunos, construiu o primeiro prédio de propriedade da universidade no distrito de Nasser. Em 2006–07, 3 778 alunos estavam matriculados na instituição de ensino.
A Biblioteca Pública de Gaza está localizada perto da Rua Wehda e possui uma coleção de quase 10 mil livros em árabe, inglês e francês. Uma área total de cerca de 1 410 metros quadrados, o edifício é constituído por dois pisos e um porão. A biblioteca foi inaugurada em 1999 após a cooperação desde 1996 com Gaza, sob o prefeito Aoun Shawa, o município de Dunkerque e o Banco Mundial. Os principais objetivos da biblioteca são fornecer fontes de informação que atendam às necessidades dos beneficiários, fornecer instalações necessárias para acesso às fontes de informação disponíveis e organizar vários programas culturais, como eventos culturais, seminários, palestras, apresentações de filmes, vídeos, arte e livro exposições.

### Marcos arquitetônicos

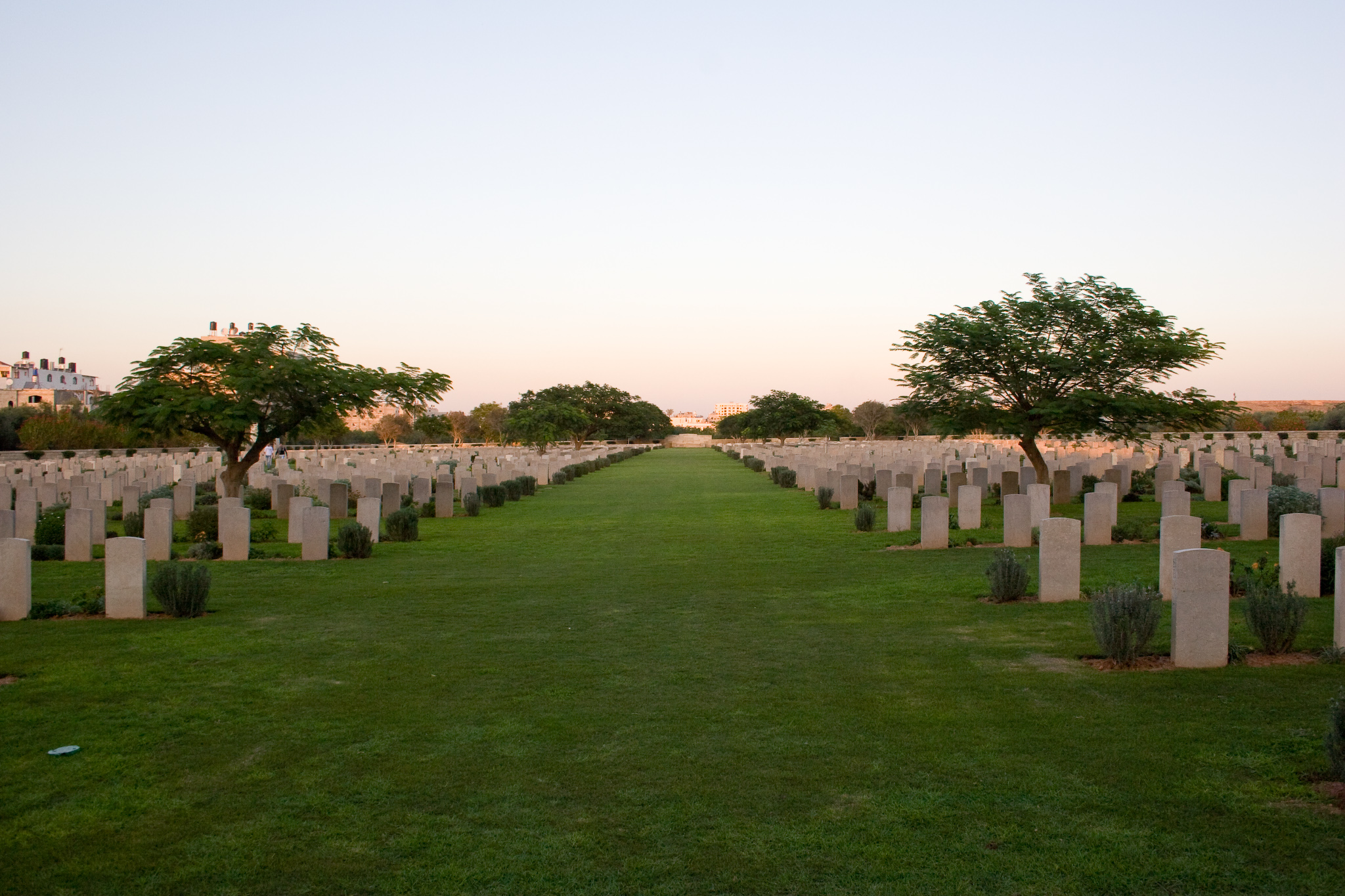
Cemitério da Primeira Guerra Mundial em Gaza

Os marcos em Gaza incluem a Grande Mesquita na Cidade Velha. Originalmente um templo pagão, foi consagrada uma igreja ortodoxa grega pelos bizantinos, depois como uma mesquita no século VIII pelos árabes. Os cruzados a transformaram em igreja, mas ela foi restabelecida como mesquita novamente logo após a reconquista de Gaza pelos muçulmanos. É a maior e mais antiga da Faixa de Gaza.
Outras mesquitas na Cidade Velha incluem a mesquita de Saíde Haxém da era mameluca, que se acredita abrigar o túmulo de Haxém ibne Abde Manafe em sua cúpula. Há também a mesquita Kateb al-Welaya, que data de 1334, nas proximidades. Em Xujaia está a Mesquita de ibne Otomão, que foi construída pelo nativo de Nablus Amade ibne otomão em 1402 e a Mesquita Mahkamah, construída pelo majordomo mameluco Birdibaque Axerafi em 1455. Em Tuffah está a Mesquita de ibne Maruane, que foi construída em 1324 e abriga o túmulo de Ali ibne Maruane, um homem santo.
A Praça do Soldado Desconhecido, localizada em Rimal, é um monumento dedicado a um lutador palestino desconhecido que morreu na Guerra de 1948. Em 1967, o monumento foi demolido pelas forças israelenses e permaneceu como um pedaço de areia, até que um jardim público foi construído lá com financiamento da Noruega. Qasr al-Basha, originalmente uma vila da era mameluca que foi usada por Napoleão durante sua breve estada em Gaza, está localizada na Cidade Velha e hoje é uma escola para meninas. O Cemitério de Guerra de Gaza da Comunidade Britânica, frequentemente referido como Cemitério de Guerra Britânico, que contém os túmulos de soldados aliados mortos na Primeira Guerra Mundial está a 1,5 km a nordeste do centro da cidade, no distrito de Tuffah, perto da Rodovia Saladino.

### Abastecimento de água, saneamento e rede elétrica

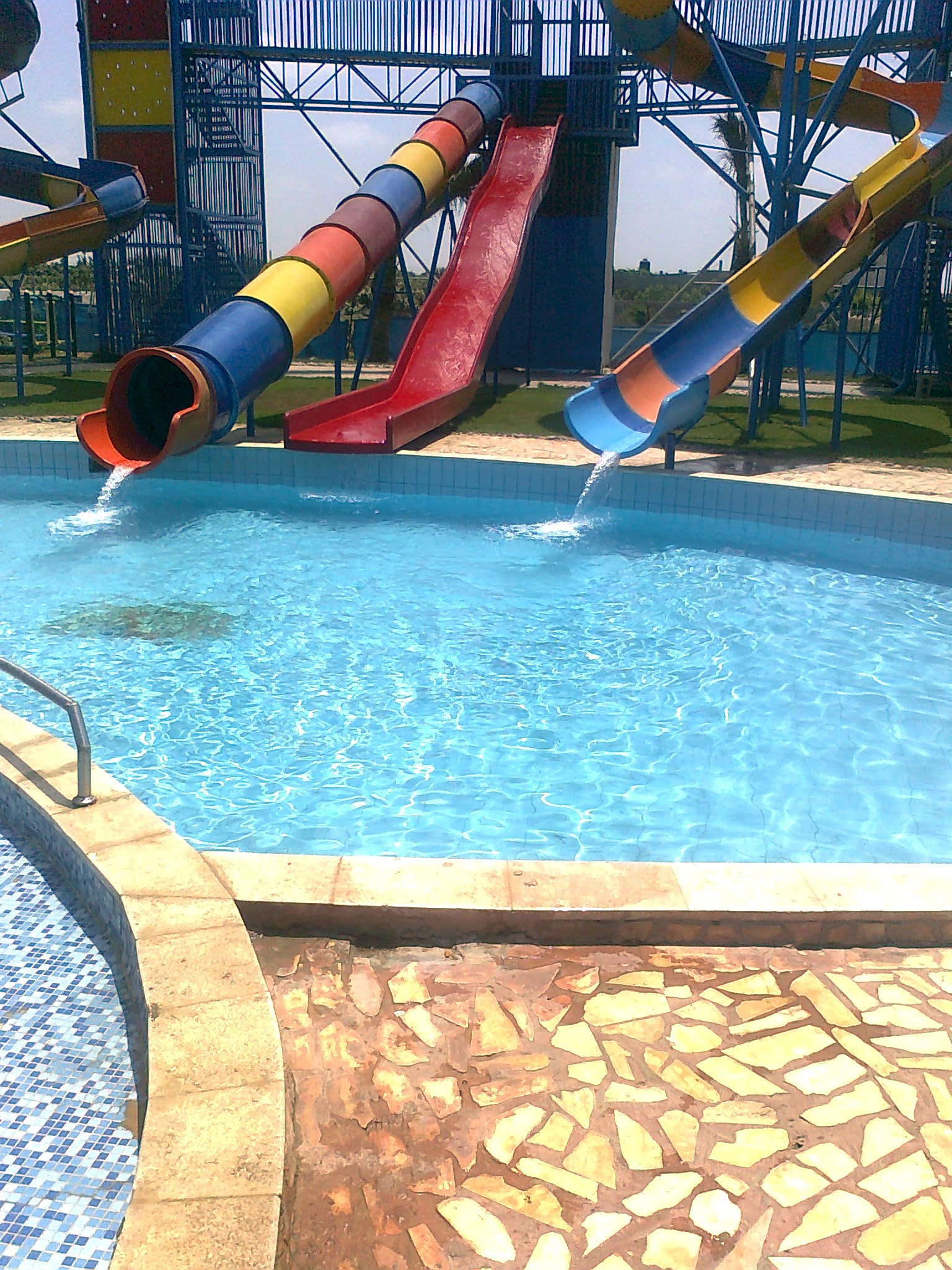
Crazy Water Park, fechado pelo Hamas em 2010

De acordo com o censo de 1997 do Escritório Central de Estatísticas da Palestina, 98,1% dos residentes de Gaza estavam conectados ao abastecimento público de água, enquanto o restante usava sistema privado. Cerca de 87,6% tinham rede pública de esgoto e 11,8% fossa séptica. O bloqueio em Gaza restringiu severamente o abastecimento de água da cidade. Os seis principais poços de água potável não funcionaram e cerca de 50% da população não tinha água regularmente. O município afirmou que foi forçado a bombear água por "poços de sal" por causa da indisponibilidade de eletricidade. Cerca de 20 milhões de litros de esgoto bruto e 40 milhões de litros de água parcialmente tratada por dia fluíam para o Mar Mediterrâneo e o esgoto não tratado atraia insetos e ratos. Como um país "pobre em água", Gaza é altamente dependente da água de Uádi Gaza. O aquífero de Gaza é usado como o principal recurso de Gaza para a obtenção de água de qualidade. No entanto, a maior parte da água de Uádi Gaza é transportada para Jerusalém.
Em 2002, Gaza começou a operar sua própria usina de energia, construída pela Enron. No entanto, a usina foi bombardeada e destruída pelas Forças de Defesa de Israel em 2006. Antes da destruição da usina, Israel fornecia eletricidade adicional a Gaza por meio da Israel Electric Corporation. A planta foi reconstruída em dezembro de 2007. Em Jerusalém, a eletricidade continuou a ser vendida para Gaza, de acordo com fontes de notícias Atualmente, o Egito está em negociações para combinar a rede de energia de Gaza com a sua própria.

### Gestão de resíduos sólidos

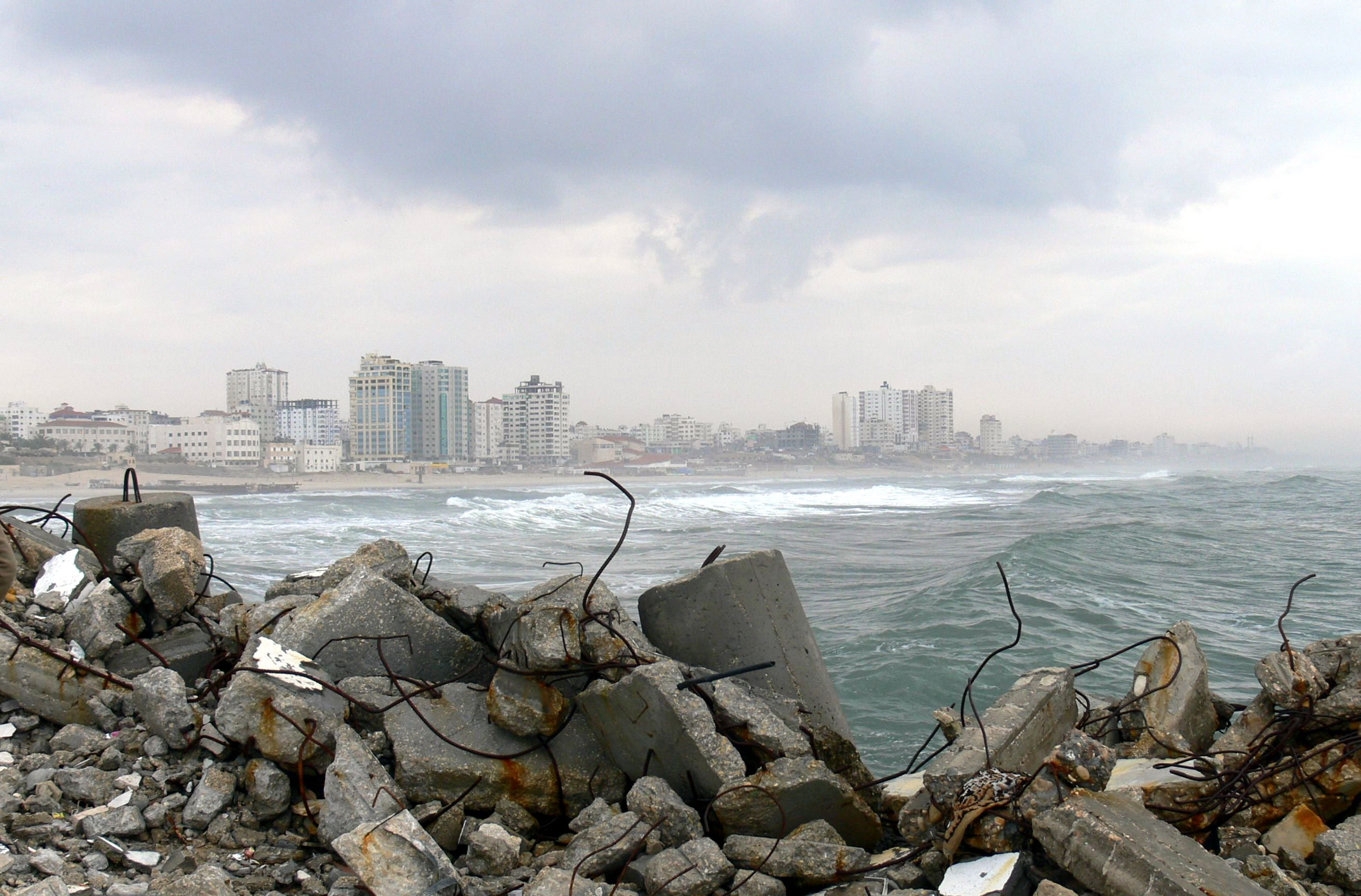
Entulhos gerados a partir de destruição causadas por bombardeios israelenses

A gestão de resíduos sólidos é um dos principais problemas que os habitantes de Gaza enfrentam hoje. Esses desafios são atribuídos a vários fatores, como a falta de investimento em sistemas ambientais, falta de atenção a projetos ambientais e a ausência de aplicação da lei e tendência para a gestão de crises. Um dos principais aspectos desse problema são as enormes quantidades de entulho e entulho gerados como resultado dos bombardeios israelenses.
Por exemplo, a escala de danos resultantes da Operção Margem Protetora não teve precedentes. Todas as províncias da Faixa de Gaza testemunharam extensos bombardeios aéreos, bombardeios navais e fogo de artilharia, resultando em uma quantidade considerável de entulho. De acordo com estatísticas recentes, mais de 2 milhões de toneladas de entulho foram gerados. Aproximadamente 10 mil casas foram niveladas ao solo, incluindo dois edifícios residenciais de 13 andares. Uma enorme quantidade de destroços permanece espalhada em Gaza. Esforços sérios e um alto orçamento são necessários para lidar com este desafio. Mais importante, e com base em um estudo do PNUMA após a guerra de 2008, os destroços têm grande probabilidade de estar contaminados com HAPs e provavelmente com bifenilas policloradas (PCBs), dioxinas e compostos de furano.

### Assistência médica

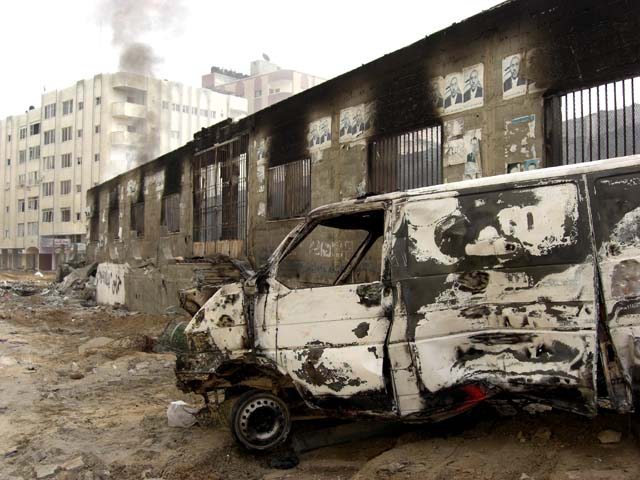
Hospital Al-Quds, cidade de Gaza, após bombardeio israelense

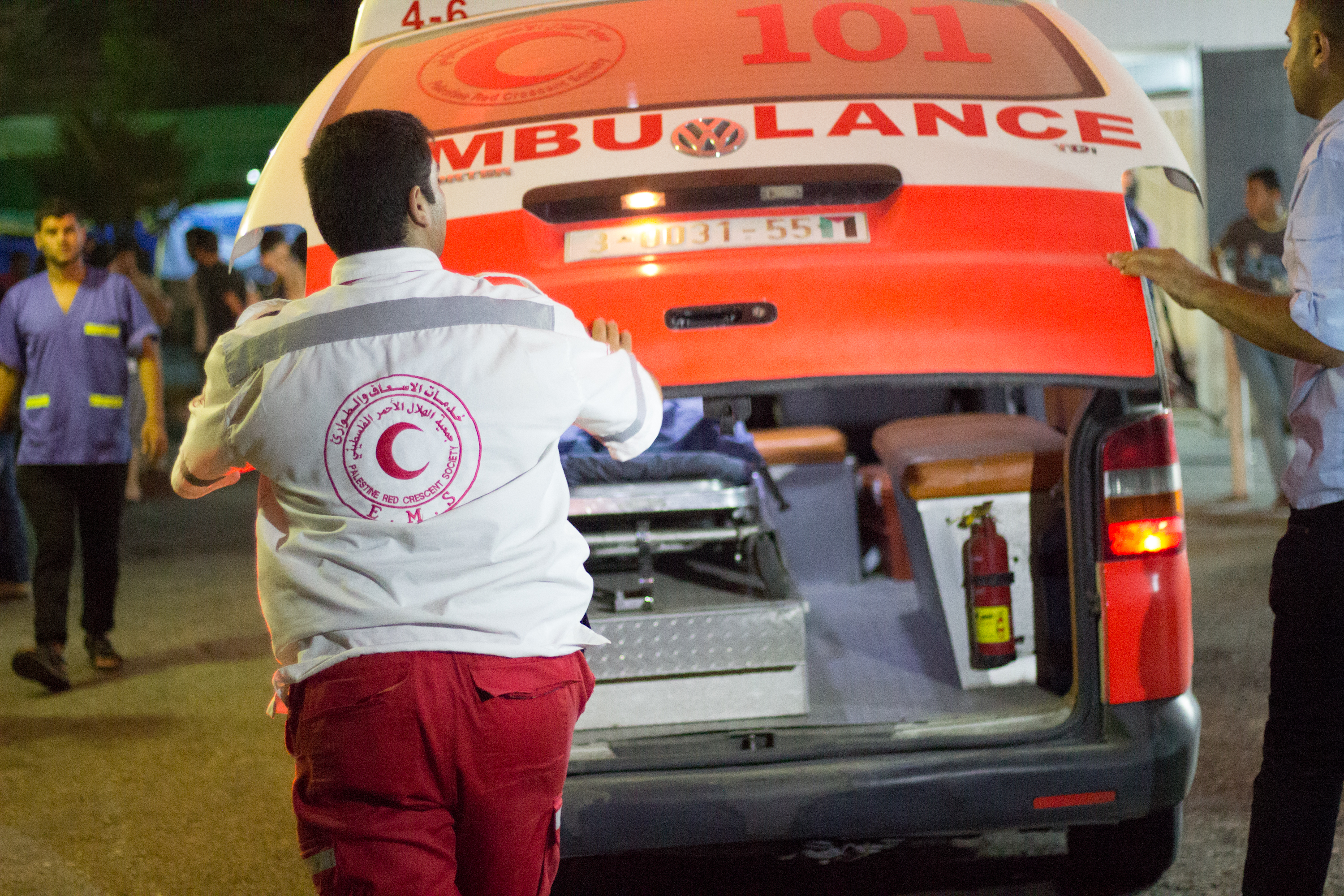
O trabalhador E.M.S se apressa para tirar o cidadão ferido da ambulância e levá-lo ao Hospital al-Shifa durante a Operação Margem Protetora em 2014

O Hospital al-Shifa ("a cura") foi fundado no distrito de Rimal pelo governo do Mandato Britânico na década de 1940. Instalado em um quartel do exército, originalmente fornecia quarentena e tratamento para doenças febris. Quando o Egito administrou Gaza, este departamento original foi realocado e al-Shifa tornou-se o hospital central da cidade. Quando Israel se retirou da Faixa de Gaza após ocupá-la na Crise de Suez de 1956, o presidente egípcio Gamal Abdel Nasser fez com que o hospital Al-Shifa fosse ampliado e melhorado. Ele também ordenou o estabelecimento de um segundo hospital no distrito de Nasser com o mesmo nome. Em 1957, o hospital de quarentena e doenças febris foi reconstruído e denominado Hospital Nasser. Hoje, o al-Shifa continua sendo o maior complexo médico de Gaza.
Ao longo do final da década de 1950, uma nova administração de saúde, Bandar Gaza ("Região de Gaza"), foi estabelecida e chefiada por Haidar Abdel-Shafi. Bandar Gaza alugou vários quartos em toda a cidade para instalar clínicas governamentais que forneciam cuidados médicos essenciais.
O Hospital Ahli Arab, fundado em 1907 pela Church Missionary Society (CMS), foi destruído na Primeira Guerra Mundial. Foi reconstruído após a guerra pela CMS e em 1955 tornou-se o Southern Baptist Hospital. Em 1982, a Diocese Episcopal de Jerusalém assumiu a liderança e o nome original foi restaurado. O Hospital Al-Quds, localizado no bairro de Tel al-Hawa e administrado pelo Crescente Vermelho Palestino, é o segundo maior hospital de Gaza.
Em 2007, os hospitais sofreram cortes de energia com duração de 8 a 12 horas diárias e o diesel necessário para geradores de energia estava em falta. De acordo com a Organização Mundial da Saúde (OMS), a proporção de pacientes que receberam permissão para sair de Gaza para cuidados médicos diminuiu de 89,3% em janeiro de 2007 para 64,3% em dezembro de 2007.
Em 2010, uma equipe de médicos do Hospital al-Durrah em Gaza passou um ano treinando na clínica de fibrose cística do Hospital Hadassah em Jerusalém. Após seu retorno a Gaza, um centro de fibrose cística foi estabelecido em al-Durrah, embora os casos mais graves sejam encaminhados para o Hadassah.

### Transportes

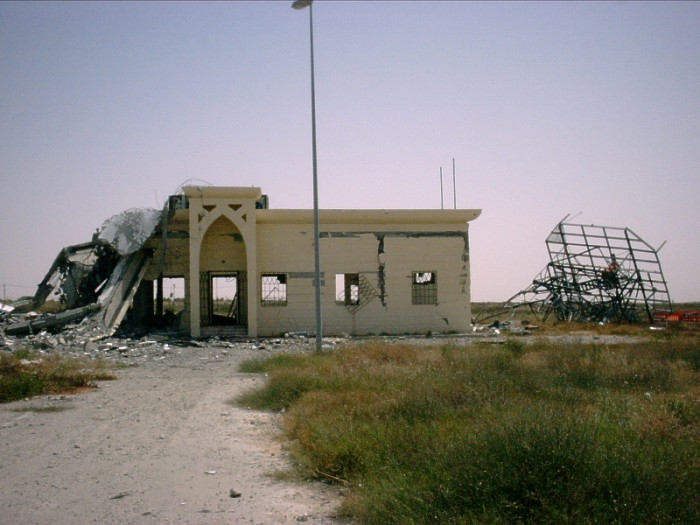
Ruínas do Aeroporto Internacional Yasser Arafat no sul da Faixa de Gaza

A Rodovia Costeira Rasheed percorre o litoral de Gaza e a conecta com o resto da costa da Faixa de Gaza ao norte e ao sul. A principal rodovia da Faixa de Gaza, Rodovia Salah al-Din (a Via Maris) passa pelo meio da cidade de Gaza, conectando-a com Deir Albala, Khan Yunis e Rafa no sul e Jabalia e Beit Hanoun no norte. O cruzamento ao norte da rua Salah ad-Din em direção a Israel é a passagem de Erez e o cruzamento para o Egito é a passagem de Rafa.
A Rua Omar Mukhtar é a estrada principal da cidade de Gaza que segue de norte a sul, ramificando-se na Rua Salah ad-Din, que se estende desde a costa de Rimal até a Cidade Velha, onde termina no Mercado de Ouro. Antes do bloqueio da Faixa de Gaza, existiam linhas regulares de táxis coletivos para Ramala e Hebrom na Cisjordânia. Exceto para carros particulares, a Cidade de Gaza é servida por táxis e ônibus.
O Aeroporto Internacional Yasser Arafat perto de Rafa foi inaugurado em 1998 com 40 km ao sul de Gaza. Suas pistas e instalações foram danificadas pelas Forças de Defesa de Israel em 2001 e 2002, tornando o aeroporto inutilizável. Em agosto de 2010, a pista de asfalto foi destruída por palestinos em busca de pedras e materiais de construção reciclados. O Aeroporto Internacional Ben Gurion em Israel está localizado a cerca de 75 km a nordeste da cidade.

## Cultura

### Centros culturais e museus

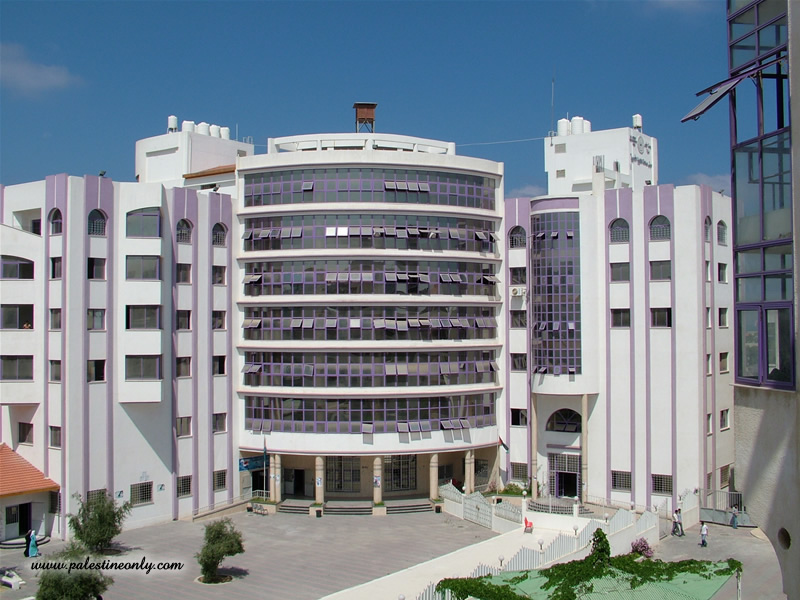
Biblioteca e Centro Cultural de Nehru na Universidade Al-Azhar em Gaza

O Centro Cultural Rashad Shawa, localizado em Rimal, foi concluído em 1988 e recebeu o nome de seu fundador, o ex-prefeito Rashad al-Shawa. Um edifício de dois andares e planta triangular, o centro cultural desempenha três funções principais: ponto dpara grandes encontros durante os festivais anuais, local de realização de exposições e biblioteca. O Centro Cultural Francês é um símbolo da parceria e cooperação francesa em Gaza. Abriga exposições de arte, concertos, exibição de filmes e outras atividades. Sempre que possível, artistas franceses são convidados a expor suas obras e, com mais frequência, artistas palestinos da Faixa de Gaza e da Cisjordânia são convidados a participar de competições de arte.
Fundada em 1998, a Vila de Artes e Ofícios é um centro cultural infantil com o objetivo de promover a documentação abrangente, regular e periódica da arte criativa em todas as suas formas. O projeto interagiu em grande escala com uma turma de artistas de diversas nacionalidades e organizou cerca de 100 exposições de arte criativa, cerâmica, gráfica, talha, entre outros. Quase 10 mil crianças de toda a Faixa de Gaza se beneficiaram com a iniciativa.
O Teatro de Gaza, financiado por contribuições da Noruega, foi inaugurado em 2004. O teatro não recebe muito financiamento do PNA, dependendo principalmente de doações de agências de ajuda externa. A Fundação AM Qattan, uma instituição de caridade artística palestina, oferece vários workshops em Gaza para desenvolver jovens talentos artísticos e transmitir habilidades dramáticas aos professores. O Festival de Teatro de Gaza foi inaugurado em 2005.
O Museu de Arqueologia de Gaza, fundado por Jawdat N. Khoudary, foi inaugurado no verão de 2008. A coleção do museu apresenta milhares de itens, incluindo uma estátua de Afrodite em um vestido diáfano, imagens de outras divindades antigas e lâmpadas de óleo com menorá.

### Culinária
A culinária de Gaza é caracterizada pelo uso generoso de especiarias e pimentas. Outros sabores e ingredientes importantes incluem endro, acelga, alho, cominho, lentilha, grão de bico, romã, ameixa azeda e tamarindo. Muitos dos pratos tradicionais dependem do cozimento em panela de barro, que preserva o sabor e a textura dos vegetais e resulta em uma carne tenra no garfo. Tradicionalmente, a maioria dos pratos de Gaza são sazonais e dependem de ingredientes nativos da área e das aldeias vizinhas. A pobreza também desempenhou um papel importante na determinação de muitos dos pratos e guisados simples sem carne da cidade, como saliq wa adas ("acelga e lentilhas") e bisara (feijão fava sem pele amassado com folhas secas de mulukhiya e pimentões).

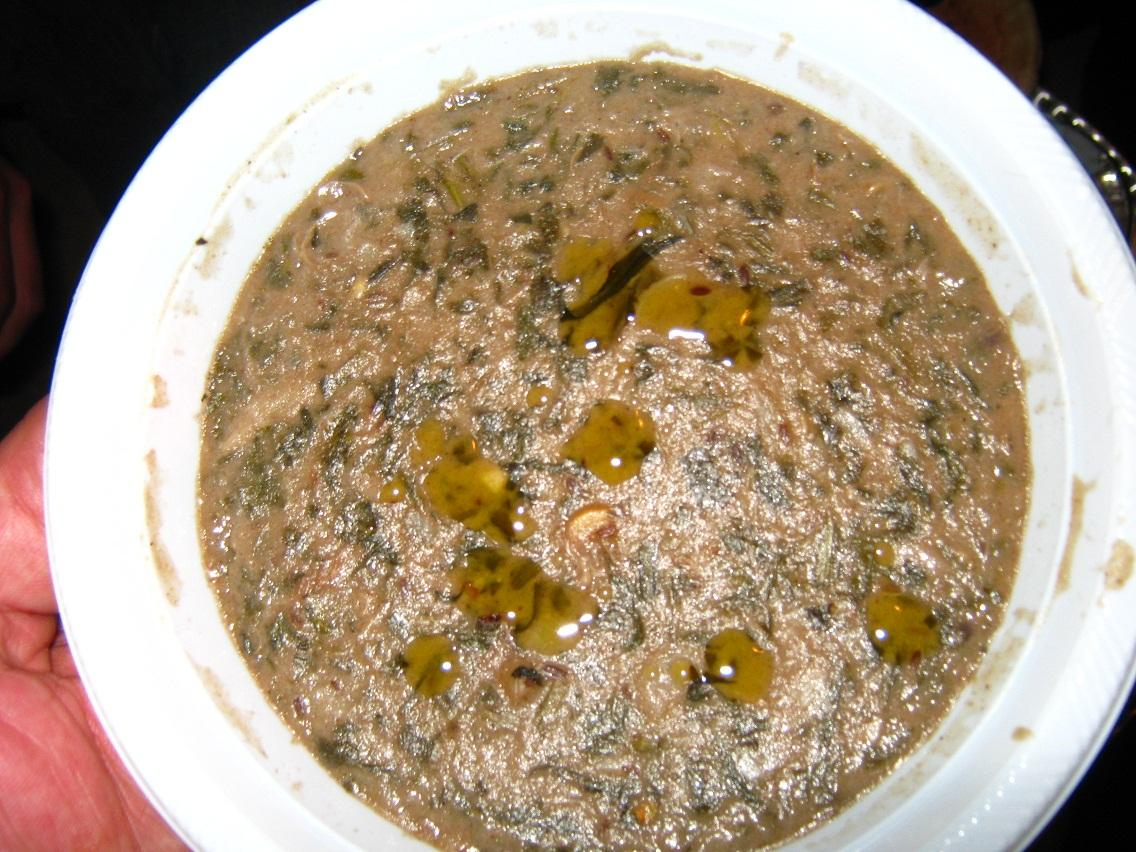
Sumaghiyyeh, prato típico de Gaza e que mistura de sumagre, tahina e água combinada com acelga, pedaços de carne e grão de bico

Frutos do mar são um aspecto-chave da vida de Gaza e um alimento básico local. Alguns pratos de frutos do mar bem conhecidos incluem zibdiyit gambari, literalmente, "camarões em uma panela de barro" e shatta, que são caranguejos recheados com molho de pimenta malagueta vermelha, então assado no forno. O peixe é frito ou grelhado depois de recheado com coentro, alho, pimenta e cominho e marinado com temperos diversos. É também um ingrediente-chave em sayyadiya, arroz cozido com cebola caramelizada, uma quantidade generosa de dentes de alho inteiros, grandes pedaços de peixe frito bem marinado e especiarias como açafrão, canela e cominho. Muitos dos refugiados da era de 1948 eram fellahin ("camponeses") que comiam alimentos sazonais. Sumaghiyyeh, popular em Gaza não apenas no Ramadã, mas durante todo o ano, é uma mistura de sumagre, tahina e água combinada com acelga, pedaços de carne e grão de bico. O prato é coberto com sementes de endro trituradas, pimenta e alho frito e servido em tigelas. Maftool é um prato à base de trigo aromatizado com ameixas azedas secas que é servido como cuscuz ou moldado em pequenas bolas e cozido no vapor sobre um ensopado ou sopa.
A maioria dos restaurantes de Gaza estão localizados no distrito de Rimal. O al-Andalus, especializado em peixes e frutos do mar, é popular entre os turistas, assim como al-Sammak e o sofisticado Roots Club. O Atfaluna é um restaurante estiloso perto do porto de Gaza, administrado por surdos e com o objetivo de construir uma sociedade que aceite mais as pessoas com deficiência.
Em toda a Cidade Velha, há barracas de rua que vendem feijão cozido, homus, batata-doce assada, faláfel e espetadas. Os cafés (qahwa) servem café e chá árabes. As lojas de doces bem conhecidas de Gaza, Saqqala e Arafat, vendem doces árabes comuns e estão localizadas perto da Rua Wehda. O álcool é uma raridade, encontrada apenas no Clube de Praia das Nações Unidas.

### Trajes e bordados

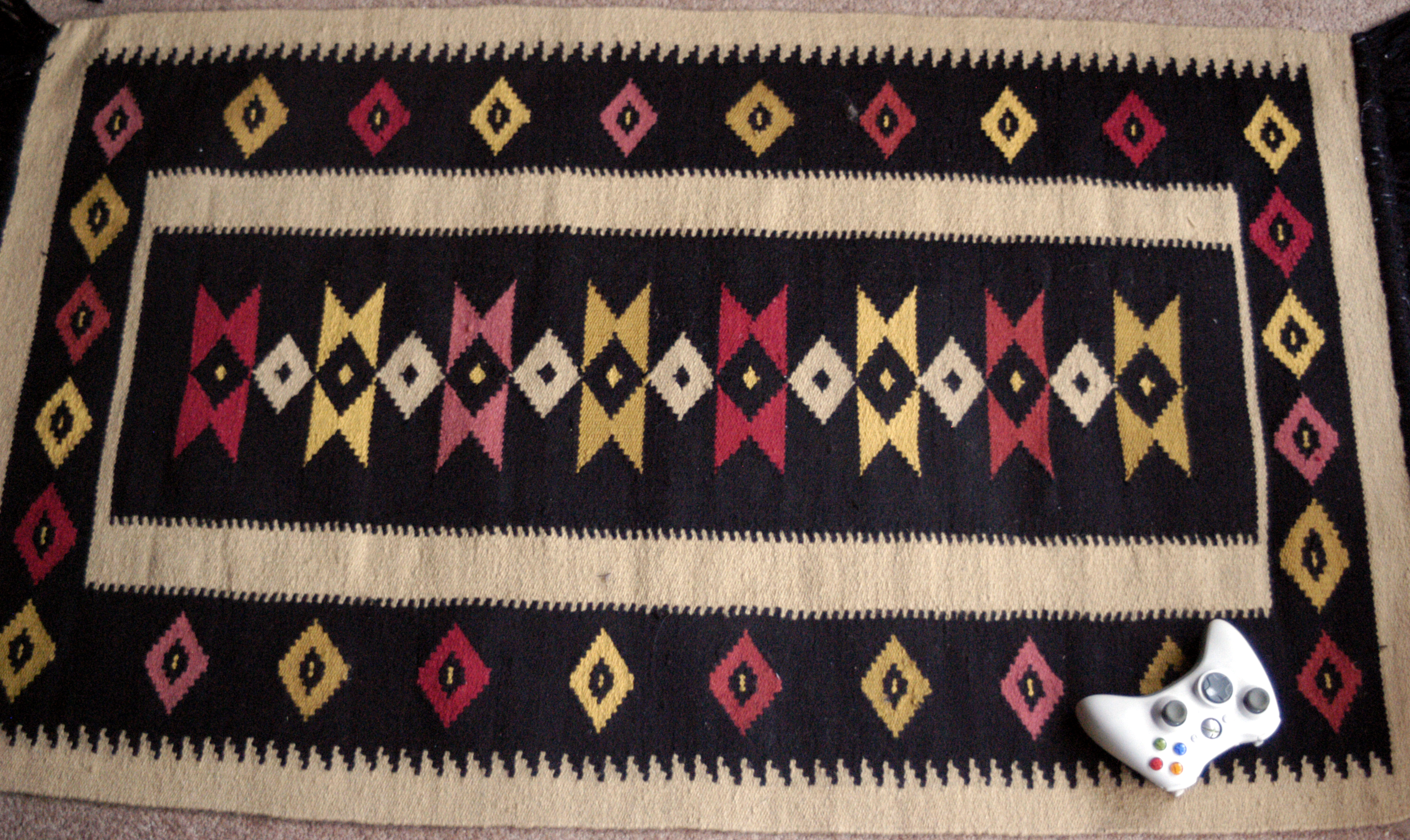
Tapete de lã gazeu

Acredita- se que a gaze tenha se originado em Gaza. O pano para o thob de Gaza era frequentemente tecido nas proximidades de Majdal (Ascalão). Algodão preto ou azul ou tecido listrado rosa e verde que foram feitos em Majdal continuaram a ser tecidos em toda a Faixa de Gaza por refugiados das vilas da planície costeira até a década de 1960. Thobs tinha mangas estreitas, justas e retas. O bordado era muito menos denso do que o aplicado em Hebrom. Os motivos mais populares incluem: tesouras (muqass), pentes (mushut) e triângulos (hijabe), muitas vezes dispostos em grupos de cincos, setes e três, já que o uso de números ímpares é considerado no folclore árabe como eficaz contra o mau-olhado.
Por volta de 1990, o Hamas e outros movimentos islâmicos procuraram aumentar o uso do hijabe ("lenço de cabeça") entre as mulheres de Gaza, especialmente mulheres urbanas e educadas, e os estilos de hijabe desde então introduzidos variaram de acordo com a classe e a identidade de grupo.

### Esportes
O Estádio Palestina, o estádio nacional palestino, está localizado em Gaza e tem capacidade para 10 mil pessoas. É a casa da Seleção Palestina de Futebol, mas os jogos em casa foram disputados em Doha, no Catar. Gaza tem vários times de futebol locais que participam da Liga da Faixa de Gaza. Eles incluem Khidmat al-Shatia (acampamento de Axati), Ittihad al-Shuja'iyya (bairro de Shuja'iyya), Clube de Esportes de Gaza e al-Zeitoun (bairro de Zeitoun).[carece de fontes?]